# Aachener Straßenbahn und Energieversorgungs-AG
Die Aachener Straßenbahn und Energieversorgungs-AG (ASEAG) betreibt den öffentlichen Personennahverkehr in der Städteregion Aachen. Trotz ihres Namens ist sie heute ein reines Bus-Unternehmen. Sie beförderte 2023 ca. 64,209 Millionen Fahrgäste auf 118 Linien in einem Gebiet von 770 km². Damit ist sie das größte deutsche Verkehrsunternehmen, das allein auf Busse setzt. Die Länge des Liniennetzes beträgt 1981,6 km. Das ASEAG-Netz ist in den Aachener Verkehrsverbund (AVV) integriert.

## Unternehmen

### Geschichte

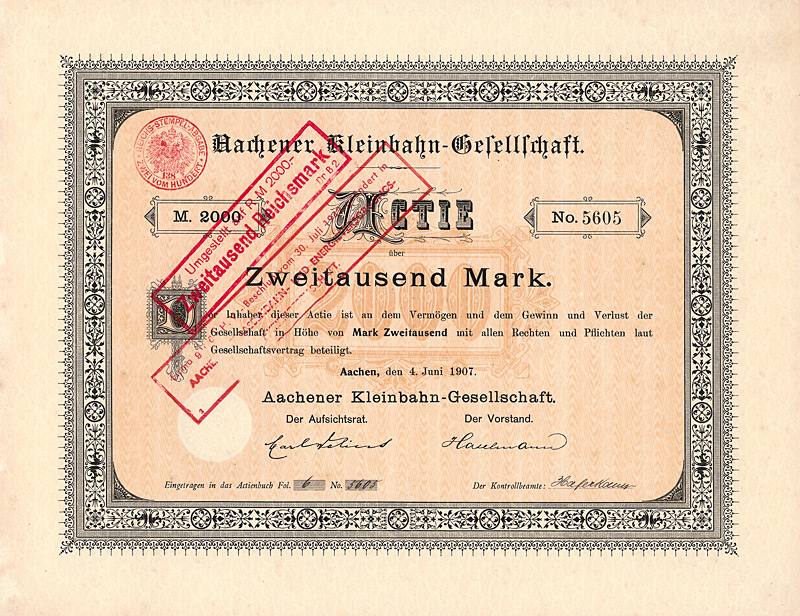
Aktie der Aachener Kleinbahn-Gesellschaft über 2000 Mark vom 4. Juni 1907

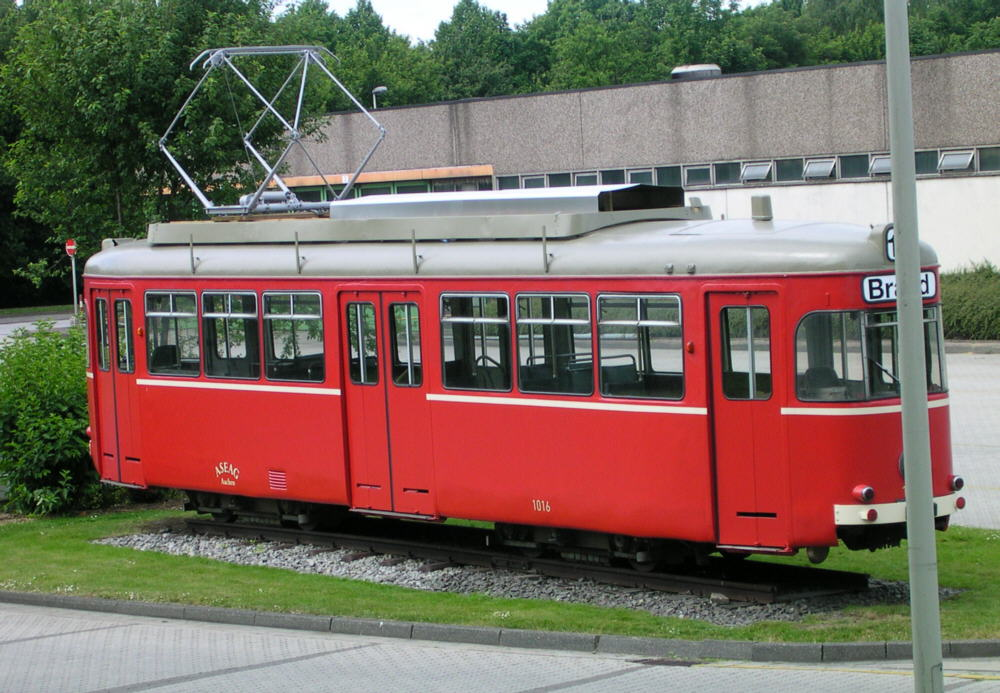
Bis 2014 existierendes Straßenbahn-Denkmal auf dem Betriebshof

In vielen Städten spielten die lokalen Stadtwerke und ÖPNV-Betriebe eine große Rolle bei der Entwicklung und Erschließung des Umlandes und des Stadtgebietes, so auch im Falle der ASEAG. Bereits 1880 wurde der Vorläuferbetrieb, die Aachener und Burtscheider Pferdeeisenbahn-Gesellschaft, gegründet, die neben mehreren Strecken in den namensgebenden Städten Aachen und Burtscheid auch eine Strecke im benachbarten Stolberg errichtete. Nicht lange nach Inkrafttreten des Preußischen Kleinbahngesetzes wurde sie 1894 als Aachener Kleinbahn-Gesellschaft (AKG) neugegründet und begann mit der Elektrifizierung und dem Ausbau ihres Straßenbahnnetzes. Innerhalb weniger Jahre entstand neben einem dichten Stadtnetz in Aachen eines der größten Überlandstraßenbahnnetze in Deutschland. Bei Beginn des Ersten Weltkrieges reichte das Streckennetz der AKG im Westen ins niederländische Vaals, im Südwesten bis Eupen, im Süden bis Zweifall (damals Kreis Monschau), im Osten bis Weisweiler (damals Kreis Düren) und im Norden bis Alsdorf. Neben Personenverkehr führte die AKG in ihrem Überlandnetz auch Güterverkehr durch – so etwa für die Kalköfen in Sief und Schmithof. In Schmithof lassen sich der Straßenbahndamm und die Verladerampe noch gut erkennen. 1914 nahm die AKG eine erste Buslinie in Betrieb, die sie jedoch nach wenigen Monaten aufgrund des begonnenen Krieges wieder einstellen musste.
Als zweites Straßenbahnunternehmen in Aachen wurde am 21. März 1900 die Rheinische Elektricitäts- und Kleinbahnen AG (REKA) gegründet, die Straßenbahnstrecken von Aachen nach Kohlscheid und Merkstein im Aachener Revier baute und betrieb. Die REKA betätigte sich zudem als Elektrizitätsanbieter und übernahm die Stromversorgung in ihrem Einzugsgebiet. 1907 übernahm die AKG die Aktienmehrheit an der REKA, 1916 auch ihre Betriebsführung. 1942 erfolgte die Übertragung des gesamten Vermögens der REKA auf die AKG und die gleichzeitige Umbenennung zur ASEAG.
Nach dem Ende des Ersten Weltkriegs musste die AKG ihre Strecken nach Eupen und Raeren im nunmehrigen Neubelgien an die belgische Nationale Kleinbahngesellschaft (SNCV) abtreten. Das Streckennetz wurde nach dem Krieg lediglich noch um zwei kleinere Abschnitte erweitert und blieb ansonsten unverändert. Eigene Buslinien nahm die AKG in der Zwischenkriegszeit nicht in Betrieb. Im Zweiten Weltkrieg übernahm die Aachener Straßenbahn nochmals von 1940 bis 1944 ihre ehemaligen Strecken im Kreis Eupen. Mit dem Vorrücken der US-Army über die Reichsgrenze musste die ASEAG im September 1944 ihren Betrieb einstellen, die Schlacht um Aachen hatte erhebliche Schäden am ASEAG-Netz zur Folge. Ab Herbst 1945 fuhren wieder die ersten Straßenbahnen, das Streckennetz der ASEAG diente zunächst auch der Trümmerberäumung. Erst 1950 kam die letzte kriegsbeschädigte Strecke wieder in Betrieb. Einzelne Straßenbahnstrecken blieben dauerhaft eingestellt.
Im Januar 1944 hatte die ASEAG trotz kriegsbedingter Schwierigkeiten noch den Oberleitungsbus Aachen als Linie 51 vom Kaiserplatz nach Baesweiler eingeweiht. Mit einer Länge von 19,3 km war diese Linie bis zu ihrer Einstellung am 3. Februar 1974 Deutschlands längste O-Bus-Linie. Ab 1950 begann die ASEAG wieder den Betrieb eigener Buslinien. In den Folgejahren setzte zwar eine zaghafte Modernisierung der Infrastruktur und der Fahrzeuge ein, bereits 1951 wurde jedoch die erste Strecke der Straßenbahn eingestellt und durch Busse ersetzt. Die Verkehrsplanung der Stadt Aachen folgte damals dem Ziel der autogerechten Stadt und die Straßenbahn mit ihren vielen eingleisigen Strecken in Seitenlage zu den Landstraßen und einem überalterten Wagenpark (1950 waren abgesehen von zwei Fahrzeugen des Baujahrs 1948 alle Triebwagen mindestens 22 Jahre alt) galt weiten Kreisen als altmodisches Verkehrshindernis. Die ASEAG stellte bis Ende der 1950er Jahre weite Teile ihres Streckennetzes auf den Bus um, nur einige Strecken innerhalb Aachens und einzelne Überlandstrecken wurden zunächst noch mit neueren, teils gebraucht erworbenen Fahrzeugen weiter betrieben. Das Streckennetz wurde jedoch kaum noch an die Siedlungs- und Verkehrsentwicklung angepasst. Bis 1969 legte die ASEAG alle verbliebenen Überlandlinien still und ersetzte sie durch Busse. Anfang der 1970er Jahre betrieb die ASEAG lediglich noch die innerstädtischen Straßenbahnlinien 12 (Eilendorf–Vaals) und 5/15 (Brand–Ronheide). Seit der Einstellung der letzten Straßenbahnlinie (Linie 15) am 28. September 1974 ist die ASEAG ein reines Omnibus-Unternehmen.

### Beteiligungsverhältnisse

#### Gesellschafter der ASEAG
Die ASEAG ist zu 94,9 % Tochter der 1972 gegründeten Energieversorgungs- und Verkehrsgesellschaft mbH Aachen (E.V.A.), die Stadt Aachen ist zu 5,1 % am Unternehmen beteiligt. Gesellschafter der E.V.A. sind die Stadt Aachen mit 99,99 %, sowie mit 0,01 % die Städteregion Aachen. Somit ist die ASEAG de facto ein städtisches Unternehmen.
Das Unternehmen war bis 2005 börsennotiert. Im August 2004 fasste die Hauptversammlung den Beschluss, alle Aktienanteile der Minderheitsaktionäre auf die Stadt Aachen zu übertragen (Rückkauf). Wegen anhängiger Anfechtungsklagen konnte der Beschluss erst im August 2005 rechtswirksam werden, woraufhin am 15. August 2005 die Börsennotierung eingestellt wurde (Delisting).

#### Beteiligungen der ASEAG
- ASEAG Energie GmbH (verkauft)

Der Energieversorgungsbereich (Strom, Gas und Fernwärme) wurde 1992 in die ASEAG Energie GmbH ausgegründet. Diese wurde im Juni 2004 mit den Wasserwerk des Kreises Aachen GmbH zur enwor – energie & wasser vor ort GmbH verschmolzen. Die Anteile wurden verkauft.
- APAG (100 %)

1994 wurde die Aachener Parkhaus GmbH (APAG) gegründet, deren Parkhäuser in der Aachener Innenstadt durch die ASEAG bewirtschaftet wurden. Die Gesellschafteranteile, die nicht bei der ASEAG lagen, wurden 2003 übernommen, womit das Unternehmen zu 100 % zur ASEAG gehört. Im Aachener Stadtgebiet betreibt die APAG 13 Parkhäuser. Zu den weiteren Produkten zählen das Event-Parkmanagement und die Bereitstellung von Werbeflächen.
- ESBUS (100 %)

Zum 8. August 2000 wurden die Gesellschafteranteile der Firma Horst Taeter Verkehrsunternehmung GmbH mit Sitz in Eschweiler erworben. Das Unternehmen wurde am 23. Mai 2003 zur ESBUS Eschweiler Bus- und Servicegesellschaft mbH umfirmiert.
- weitere Beteiligungen

Die Unterstützungseinrichtung AKREKA GmbH sowie die ASEAG Reisen GmbH sind ebenfalls zu 100 % Töchter der ASEAG. An der Gemeinnützigen Wohnungsgesellschaft für Aachen AG (gewoge) ist sie zu 0,20 % beteiligt, an der Better Mobility GmbH zu 49,5 %, an der Einkaufs- und Wirtschaftsgesellschaft für Verkehrsunternehmen (beka) mbH zu 0,91 % und an der Gemeinnützige Wohnungsbaugesellschaft für den Kreis Aachen GmbH zu 0,61 %.

### Ausbildung
Die ASEAG bildet Kraftfahrzeugmechatroniker (Kfz-Mechatroniker) in den Fachrichtungen Nutzfahrzeugtechnik und Fahrzeugkommunikationstechnik sowie Fahrzeug- und Karosseriebauer aus. Darüber hinaus bietet die ASEAG jährlich vier Ausbildungsstellen zur Fachkraft im Fahrbetrieb (FiF) an.

## ASEAG-Verkehrsangebot

### Liniennetz

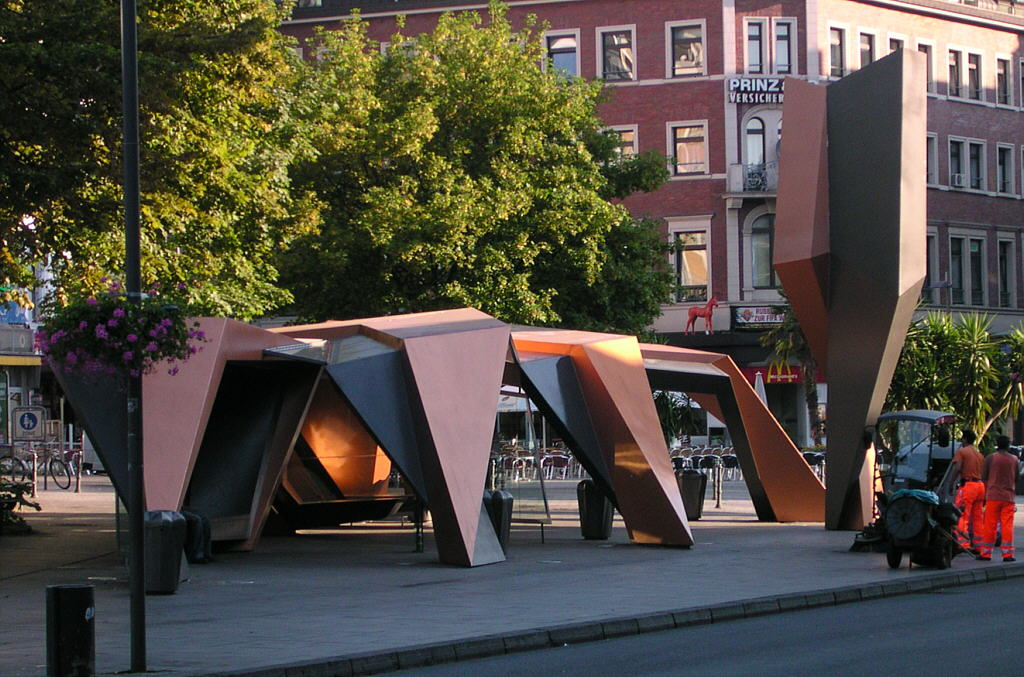
Frittezang, Bushaltestelle am Friedrich-Wilhelm-Platz (Elisenbrunnen) nach einem Entwurf Eisenmans

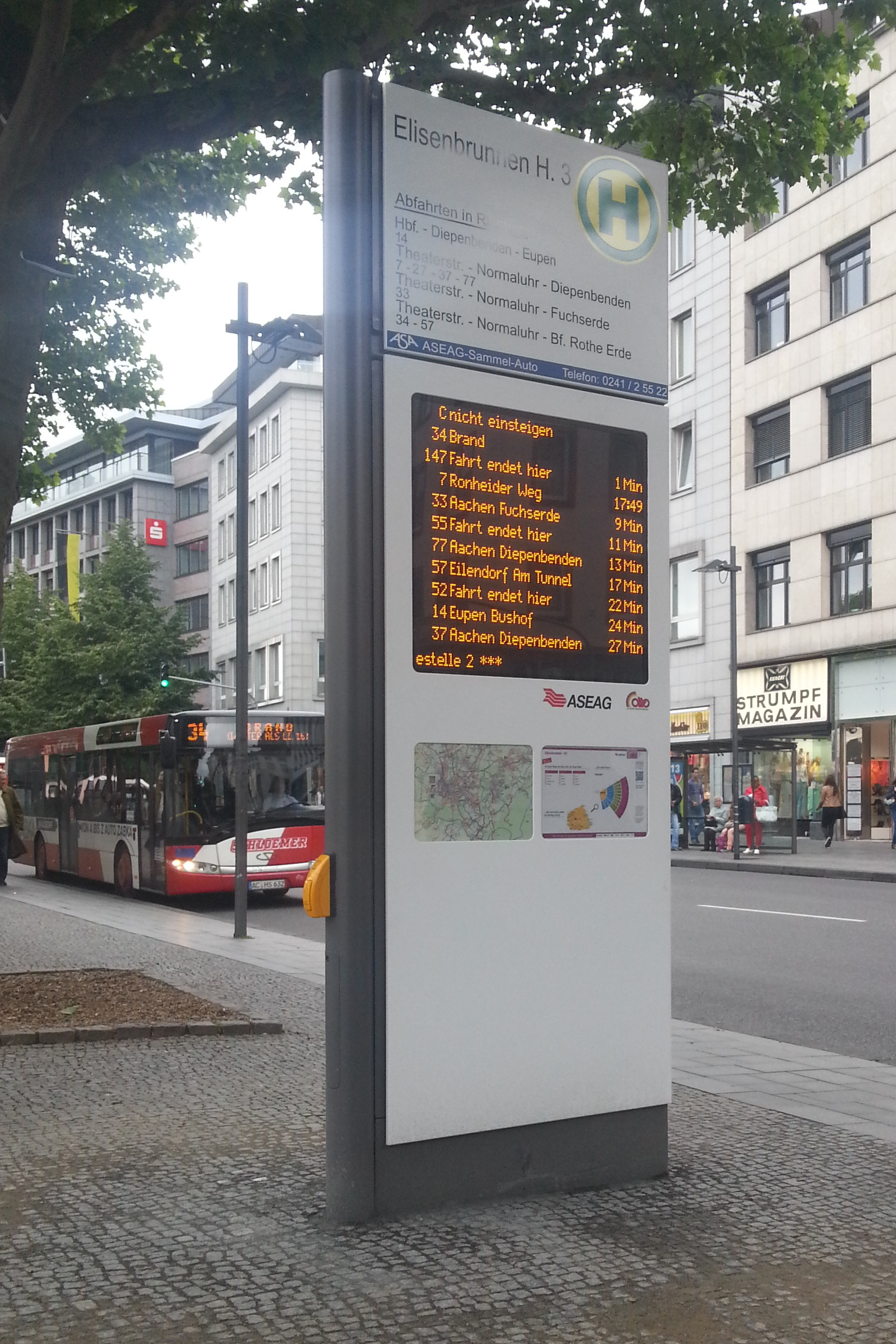
Dynamische Fahrgastinformation am Elisenbrunnen

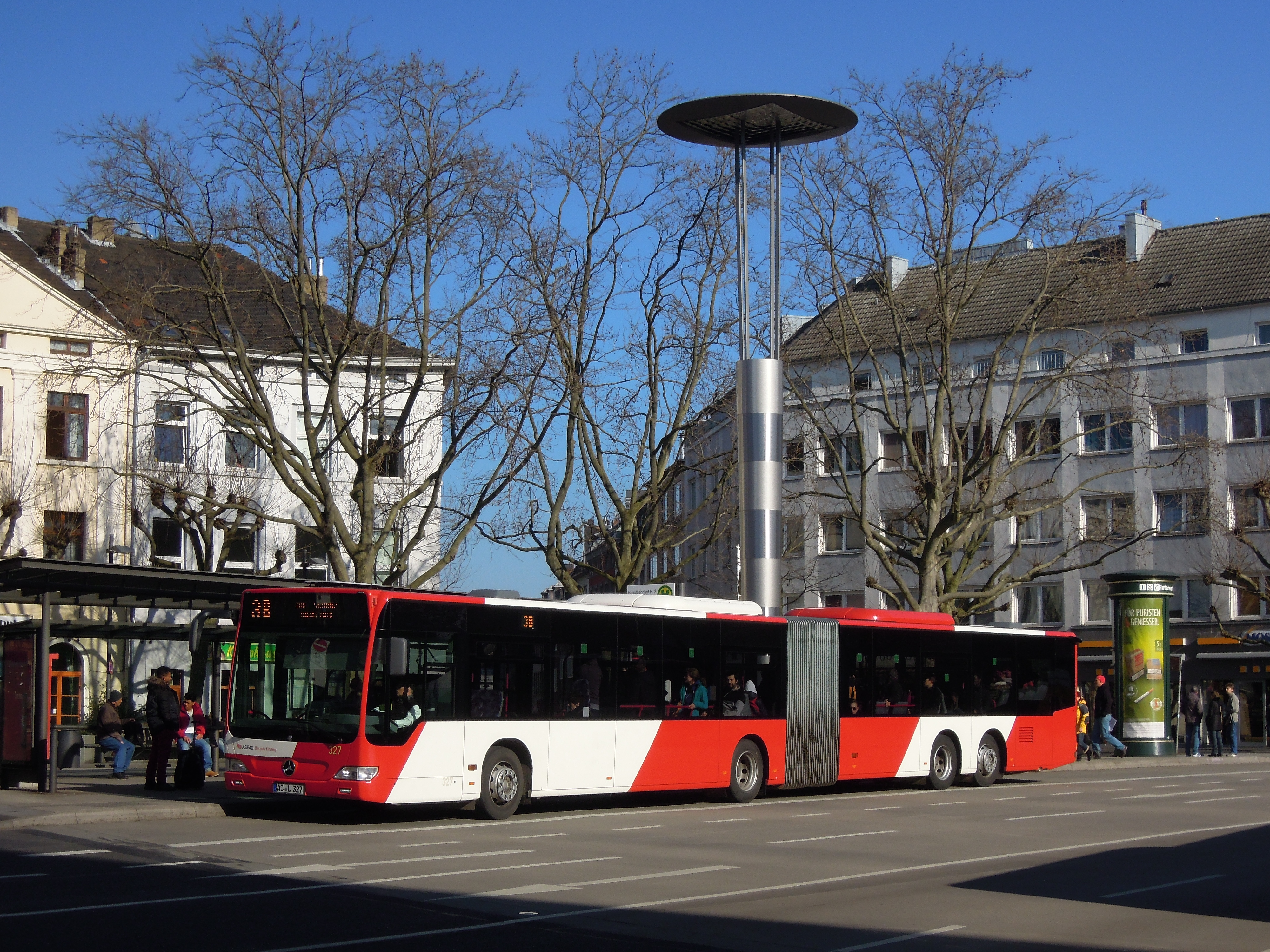
Mercedes-Benz CapaCity in aktueller Lackierung an der Haltestelle Aachen Hauptbahnhof

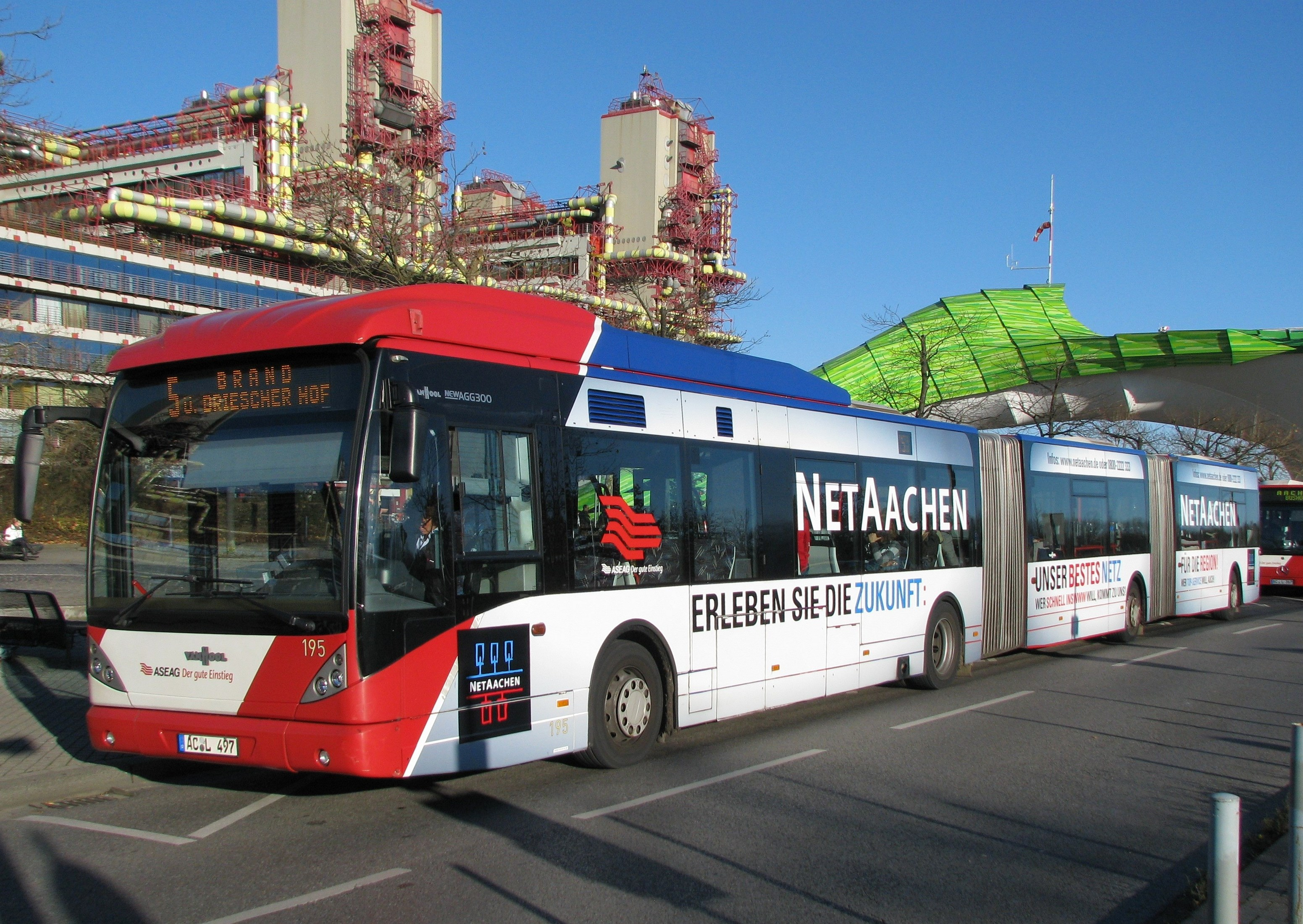
Doppelgelenkbus Van Hool AGG 300 vor dem Uniklinikum

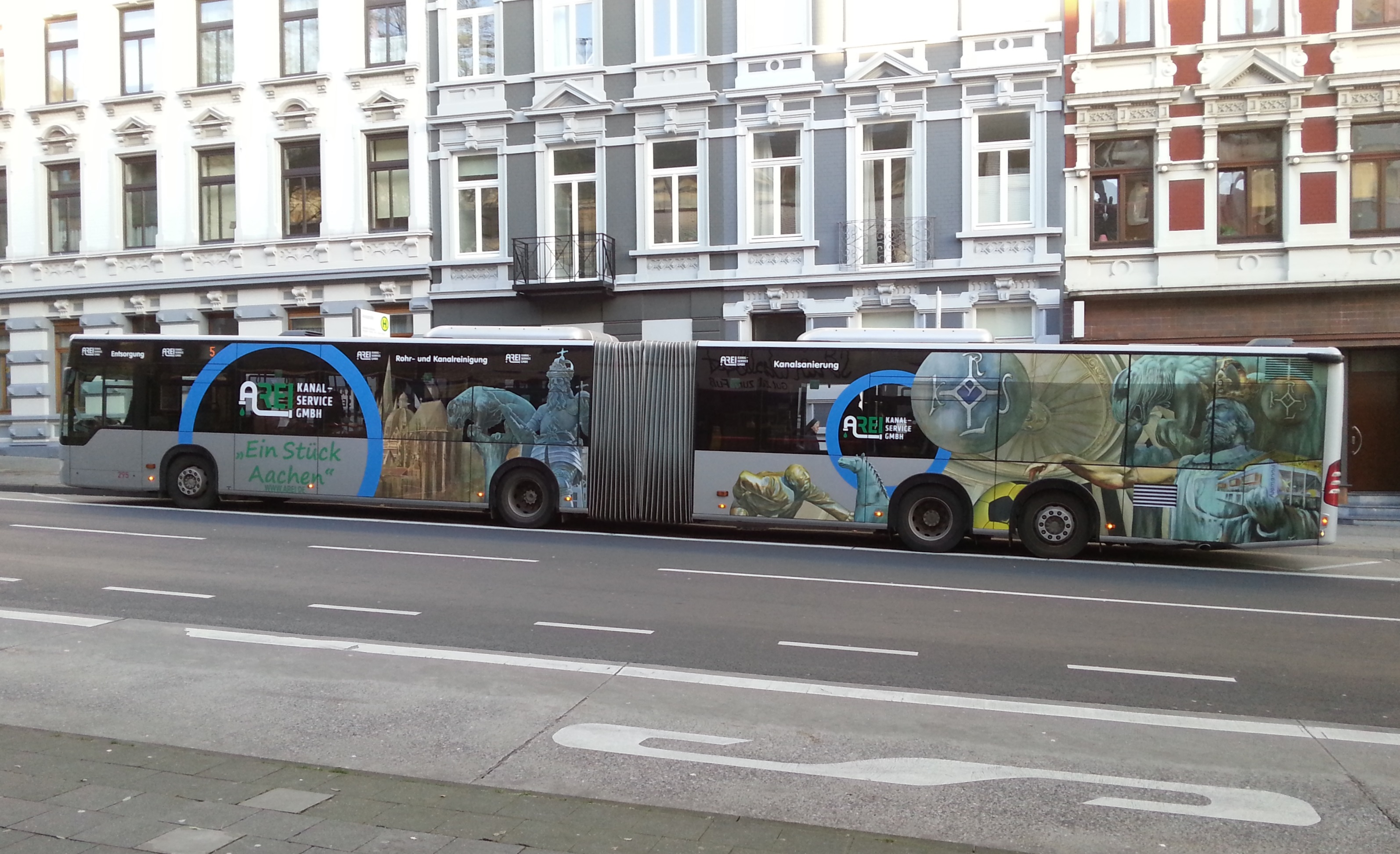
Mercedes-Benz CapaCity mit Ganzreklame an der Haltestelle Annastraße

Bedingt durch die kombinierte Landes- und Stadtgrenze nach Westen hin betreibt die ASEAG mehrere grenzüberschreitende Linien. So fahren z. B. die Linie 14 nach Eupen (B) und die Linie 24 nach Kelmis (B), die Linien 25 und 33 nach Vaals (NL), die Linie 34 nach Kerkrade (NL) und die (Schnellbus-)Linie 44 nach Heerlen (NL). Die Nachtbuslinien N2, N4 und N7 sind ebenfalls grenzüberschreitend. Die Linie N2 nach Kerkrade Parkstad Stadion (NL), die N4 fährt nach Vaals (NL) und die Linie N7 nach Kelmis (B).
Einige Fahrten werden von Auftragsunternehmen der ASEAG durchgeführt. Die aktuellen Unternehmen sind ESBUS (mit Bussen der ASEAG), Elka Reisen, Glückauf Reisen, Verkehrsbetriebe Höninger, Koppermann, Omnibusreisen Langen, Freizeitreisen Thoma, BVR Busverkehr Rheinland, Société Anonyme des Autobus Régionaux (SADAR), Taeter Aachen, TT Verkehrsbetriebe, TW Verkehrsbetriebe (zum Teil mit Bussen der ASEAG), Eifelgold, Lehner, Dardenne, Tirtey und Akhtar Reisen.
Viele der Linien mit gemeinsamer Endziffer werden gebündelt, so fahren z. B. die Linien 11, 21 und 31 alle auf der Relation Haaren–Jülicher Straße–Aachen Bushof–Elisenbrunnen–Aachen Hauptbahnhof–Burtscheid denselben Weg, darüber hinaus aber noch weitere Ziele an. Dasselbe Prinzip gibt es auf vielen weiteren Linien, z. B. den 2er-, 5er- und 7er-Linien. Hiervon gibt es auch Abweichungen, da manche Linienverläufe sich im Laufe der Geschichte verändert haben, dennoch bleibt es ein Merkmal des Aachener Nahverkehrs. Eingeführt wurde dieses System der Liniengruppen 1933, als die damalige AKG zum 16. Juli ihr Straßenbahn-Liniennetz grundlegend neuordnete und im Stadtbereich parallel verkehrende Linien des Stadt- und Überlandnetzes mit gleichen Endziffern versah. Im Zuge der schrittweisen Einstellung der Straßenbahn zugunsten von Buslinien wurde das System in je nach Liniengruppe unterschiedlichem Umfang beibehalten.
Seit März 2016 betreibt die ASEAG in Monschau zusätzlich ein Rufbus-System unter dem Namen NetLiner, welches im Juni 2019 auch in Aachen-Süd und im Herbst 2021 in Roetgen eingeführt wurde. Seit 7. Februar 2022 fährt auch der NetLiner in Simmerath. Er fährt aktuell aber nur im Rurtal. Aachen-Nord: Außerdem verkehrt in Laurensberg ab dem 6. Februar und später auch in Richterich der NetLiner, welcher auch nach Orsbach, Lemiers (D) und zur Uniklinik verkehrt. Die Umstiegsknoten sind in Monschau Monschau Altstadt und Imgenbroich Bushof, in Simmerath Simmerath Bushof und Einruhr, in Roetgen Roetgen Post und Relais Königsberg, in Aachen-Süd Walheim und in Aachen-Nord Laurensberg, Berensberger Straße und Uniklinik.
Zum Fahrplanwechsel am 10. Dezember 2017 hat die ASEAG die Konzessionen sämtlicher von der Städteregion Aachen konzessionierten Linien übernommen, nachdem diese eine Direktvergabe als Gesamtleistung vorgenommen hatte. Die bisherigen Konzessionär Taeter Aachen und BVR verkehrten auf den vorherigen Linien weiterhin als Subunternehmer.
Fahrplanwechsel 6. Februar 2022
Seit 6. Februar 2022 ist die gesamte Betriebsleistung der BVR in der Nordeifel auf die ASEAG übergegangen. Die BVR bedient seitdem die Linien 1, 25, 61, 385 im Auftrag der ASEAG. Seit Februar 2022 verkehren zudem auf der Linie SB66 zwischen Aachen und Monschau die neuen RegioLiner der ASEAG. Die RegioLiner sind Überland-Gelenkbusse von Mercedes-Benz mit Klimaanlage, WLAN und USB-Anschlüssen. Zudem wurden zwei neue Buslinien eingeführt. Die Linie 46 mit dem Linienweg Aachen Bushof – Tierpark – Lintert – Schleckheim – Walheim – Rott – Roetgen Post ersetzt zwischen Aachen Bushof und Walheim Fahrten der Linie 16 sowie zwischen Walheim und Roetgen die Linie 67. Die Linie 10 verbindet Brand und Siegel.
Fahrplanwechsel 17. Oktober 2023 und zum Termin der Vollsperrung der Haarbachtalbrücke am 15. Januar 2024
Am 17. Oktober 2023 sollte ein großer Fahrplanwechsel stattfinden. Der reguläre jährliche Fahrplanwechsel hätte zum 10. Dezember 2023 angestanden. Da im Januar 2024 jedoch die Haarbachtalbrücke gesprengt und damit die A554 gesperrt werden sollte, wurde beschlossen den Fahrplanwechsel größtenteils erst nach dieser Maßnahme umzusetzen, sodass am 17. Oktober 2023 nur kleinere Anpassungen vorgenommen wurden. Die restlichen Änderungen traten am 15. Januar 2024 in Kraft.
| 2 neue Linie | Verlauf                                      | sonstige Informationen |
| ------------ | -------------------------------------------- | --- |
| SB71         | Verlautenheide – Haaren – Bushof – Uniklinik | - Fahrdauer 30 Minuten - Fährt Mo–Fr von 7 bis 21:30 Uhr, im Stundentakt - Schnellbus, nur ausgewählte Haltestellen: Verlautenheide Endstraße – Haaren Markt – Prager Ring – Blücherplatz – Hansemannplatz – Aachen Bushof – Elisenbrunnen – Schanz – Westfriedhof – Uniklinik |
| OL1          | Verlautenheide – Haaren – Hüls               | - Ortsbus, entlastet den NetLiner zu den Stoßzeiten - Fährt Mo–Fr morgens von 6-9 Uhr und Nachmittags von 15 bis 18 Uhr |

| Linie | Veränderung |
| ----- | --- |
| 51    | - Ab 13 Uhr Mo–Fr wurde der 15 Minuten-Takt von Alsdorf Gesamtschule bis Baesweiler Bushof verlängert (vorübergehend als Pendlerbus) - Samstags ab 10 Uhr eine Taktverdichtung auf 7,5 Minuten, auf dem Abschnitt Sportpark Soers und Aachen Bushof (Stärkung des P+R) |
| 28    | - Fahrtenangebot wurde Samstags, zwischen 18:00 und 21:30 auf dem Abschnitt Hücheln und Langerwehe ausgeweitet (besserer Umstieg in den Regionalverkehr) |

Darüber hinaus kommt es zu zahlreichen weiteren Verbesserungen am großen Fahrplanwechsel:
| Linie     | Verbesserung |
| --------- | --- |
| 11 und 21 | - Mo–Fr tagsüber ein 15 Minuten-Takt, auf dem Abschnitt Burtscheid-Kaninsberg (Zurzeit ist das ein 10/20-Minutentakt) - Businesspark Hoengen wird besser angebunden (mehr Fahrten zu Arbeitsbeginn und Schichtende) - Mit Ausnahme einzelner Schülerfahrten verkehren alle Fahrten der Linie 21 ab Palenberg montags bis freitags als Linie 21E nur bis Herzogenrath Bahnhof. Diese Maßnahme dient der Pünktlichkeitssteigerung während der Bauzeit auf der A544. In dieser Zeit wird zwischen Herzogenrath und Aachen weiterhin der reguläre 30-Minutentakt auf der Linie 21 gelten. Außerdem gibt es eine zusätzliche Frühfahrt der Linie 21 ab Niederbardenberg in Richtung Herzogenrath Bahnhof.                                         |
| 46        | In den Nächten vor Samstag, Sonntag und vor Feiertagen wird die bisherige Fahrt der Linie 16 um 23:45 als Linie 46 ersetzt und bis Roetgen verlängert. |
| 27        | Streckenabschnitt Vetschauer Weg-Roder Weg entfällt aufgrund NetLiner-Ausweitung. Außerdem gibt es generell weniger Fahrten zwischen Laurensberg Schulzentrum und Kohlscheid Bank. Davon betroffen sind die Fahrten ab Brand um (Mo–Fr) 6.42, 8.42, 10.42, 16.12, 17.12 und 18.12 sowie deren Rückfahrten (Sie enden nun an Laurensberg Schulzentrum). |
| 23 und 47 | zusätzliche Fahrten im Bereich Hüls |
| 30        | wird im Abschnitt zwischen Adenauerallee und Hüls bzw. Eulershof montags bis freitags tagsüber verdichtet. |
| 31        | erhält Montags bis Freitags, im Bereich Elisenbrunnen-Verlautenheide einen ganztägigen 30 Minuten-Takt (bisher unregelmäßig) |
| 43        | Diese Linie fährt künftig mit allen Fahrten von Laurensberg kommend Richtung Elisenbrunnen und Uniklinik am Aachener Bushof an der Haltestelle H.15 an. Die Fahrt durch den Bushof entfällt. |
| 48        | Diese Linie wird in Eschweiler künftig über die Marienstraße statt über die Indestraße zum Bushof geführt. Dadurch entsteht eine direkte Verbindung von den Fußgängerbereichen entlang der Marienstraße zum Bushof mit Anschluss an den dortigen Blockverkehr mit Umsteigemöglichkeiten in alle Richtungen. |
| EW4       | Die bisher über die Marienstraße verkehrende Fahrten werden verkürzt und verkehrt hauptsächlich nur noch von St. Jöris bzw. Aue bis zum Bushof. |
| 58        | Die Linie wurde aufgrund geringer Nachfrage eingestellt. Die Nummer wurde an eine neue Linie vergeben, die den Hauptbahnhof in Eschweiler besser anbindet. |
| 51        | Zwischen Aachen Hauptbahnhof und Würselen-Birk wird der nachmittägliche 10-Minutentakt auf den Vormittag ausgedehnt (ab ca. 8 Uhr). Zwischen Würselen und Alsdorf bleibt der 15-Minutentakt bestehen. |
| 52/41     | Bei der Vollsperrung der A544 muss die Linie 52 zwischen Aachen und Eschweiler sofort umgeleitet werden. In Fahrtrichtung Eschweiler ist das wegen der Teilsperrung bereits geschehen. Zum großen Fahrplanwechsel ist daher für die Linie 52 ein Baustellenfahrplan vorgesehen, welcher die längeren Fahrzeiten zwischen Aachen und Eschweiler bzw. umgekehrt berücksichtigt. Die genaue Umleitungsstrecke steht noch nicht fest. Die Anpassung der Linie 52 mit Blick auf längere Fahrzeiten und Entkopplung vom Blockverkehr in Aachen würde dann mit einem Vorlauf von etwa zwei Wochen erfolgen. Um im Blockverkehr weiterhin den 15-Minutentakt auf der Jülicher Straße zu erhalten, werden zusätzliche Fahrten der Linie 41 angeboten. |
| 46/61     | Anpassungen der Fahrpläne, wegen der Baustelle in Venwegen |
| 85        | wird in Kalterherberg zur neu errichteten Haltestelle „Kleinfrankreich“ verlängert |
| X73       | wird bis Niederforstbach verlängert |
|           | In der Region Roetgen, Simmerath und Monschau kommt es zu Fahrplanzeit Änderungen |

| Linie  | Verlauf |
| ------ | --- |
| 1      | Uniklinik – Westbahnhof – Ponttor – Aachen Bushof – Ludwig Forum – Talbot – Haaren – Verlautenheide – Atsch – Stolberg Mühlener Bf – Stolberg Altstadt – Binsfeldhammer – Bernardshammer – Vicht – Fleuth – Mausbach – Diepenlinchen – Werth – Gressenich – Schevenhütte |
| 2      | Preuswald – Kaiser-Friedrich-Park – Misereor – Elisenbrunnen – Aachen Bushof – Kaiserplatz – Josefskirche – Kennedypark – Geschwister-Scholl-Gymnasium – Hansmannstraße (Bahnhof) – Eilendorf Schubertstraße |
| 3 A/B  | Ringlinie: Uniklinik – Westfriedhof – Schanz – Luisenhospital – Misereor – Aachen Hbf – Kaiserplatz – Eurogress – Ehrenmal/Lousberg – Ponttor – Westbahnhof – Campus Melaten – Uniklinik |
| 4      | (Uniklinik – Westfriedhof – / Weststraße –) Hanbruch – Preusweg – Franziskushospital – Jüdischer Friedhof – Schanz – Markt – Aachen Bushof – Kaiserplatz |
| 5      | Uniklinik – Westfriedhof – Schanz – Elisenbrunnen – Aachen Bushof – Kaiserplatz – Josefskirche – Bf Rothe Erde – Forst – Driescher Hof – Brand Schulzentrum – Brand |
| 6      | (Talbahnhof/Raiffeisenplatz – Krankenhaus –) Eschweiler Bushof – Dürwiß – Neu-Lohn – Fronhoven – (Weiler-Hausen – Niedermerz –) Aldenhoven – Bourheim – Jülich Walramplatz – Neues Rathaus – Jülich Bf/ZOB |
| 7      | Verlautenheide – Eilendorf Bf – Bf Rothe Erde – Frankenberger Viertel – Theater – Elisenbrunnen – Aachen Bushof – Ponttor – Laurensberg – Richterich Schönau |
| 8      | Zweifall – Münsterau – Vicht – Bernardshammer – Binsfeldhammer – Stolberg Altstadt – Stolberg Mühlener Bf – Velau – Steinfurt – Siedlung Waldschule – Pumpe-Stich – Röthgen – Talbahnhof/Raiffeisenplatz – Krankenhaus – Eschweiler Bushof |
| 10     | Siegel – Burtscheid – Beverau – Forster Linde – Arlingtonstr. – Brand |
| 11     | Walheim Hasbach – Walheim – Nütheim – Schleckheim – Oberforstbach / Oberforstbach Gewerbegebiet – Lichtenbusch – Waldfriedhof – Burtscheid – Marienhospital – Aachen Hbf – Misereor – Elisenbrunnen – Aachen Bushof – Ludwig Forum – Talbot – Haaren – Würselen Kaninsberg – Weiden – Vorweiden – Linden-Neusen – (Broich –) Broicher Siedlung – Blumenrath – Montanstraße – Mariadorf – Hoengen |
| 12     | Campus Melaten – Hörn – Muffet – Elisenbrunnen – Aachen Bushof – Kaiserplatz – Josefskirche – Kennedypark – Geschwister-Scholl-Gymnasium – Eilendorf – Münsterbusch – Zinkhütter Hof – Stolberg Mühlener Bf (– Birkengang – Am Sender – Donnerberg Höhenstraße) |
| 13 A/B | Ringlinie: Ponttor – Technische Hochschule – Schanz – Luisenhospital – Misereor – Aachen Hbf – Kaiserplatz – Eurogress – Ehrenmal/Lousberg – Ponttor |
| 14     | Aachen Bushof – Elisenbrunnen – Misereor – Aachen Hbf – Burtscheid Hauptstr. – Diepenbenden – Linzenshäuschen – Köpfchen Grenze (D) – (Hauset (B) –) Eynatten (B) – (Raeren –) Kettenis – Eupen (AVV-Tarif gilt nur im deutschen Streckenabschnitt) |
| 15     | Elisenbrunnen – Aachen Bushof – Kaiserplatz – Josefskirche – Bf Rothe Erde – Forst – Brand – Krauthausen – Dorff – Breinig (– Breinigerberg – Vicht – Fleuth – Mausbach – Diepenlinchen) |
| 16     | Aachen Bushof – Bf Rothe Erde – Tierpark – Forster Linde – Lintert – Hitfeld – Oberforstbach – Schleckheim – (Pascalstr. –) Nütheim – Walheim – Schmithof – Sief (– Lichtenbusch) |
| 17     | Aachen Bushof – Ponttor – Laurensberg – Richterich (→ Bank) – Horbach – Locht Zollmuseum |
| 21     | Lintert Friedhof – Burtscheid – Aachen Hbf – Misereor – Elisenbrunnen – Aachen Bushof – Ludwig Forum – Talbot – Haaren – Würselen – Morsbach – Bardenberg – (Pley –) Niederbardenberg – Herzogenrath Bf – Ritzerfeld – Merkstein – Boscheln – Holthausen – Übach – Palenberg – Palenberg Bf |
| 22     | Campus Melaten – Hörn – Muffet – Elisenbrunnen – Aachen Bushof – Kaiserplatz – Josefskirche – Kennedypark – Geschwister-Scholl-Gymnasium – Eilendorf – Atsch – Stolberg Mühlener Bf |
| 23     | (Campus Melaten –) Hörn – Muffet – Elisenbrunnen – Aachen Bushof – Kaiserplatz – Josefskirche – ASEAG – Hüls |
| 24     | Kelmis (B) – Bildchen Grenze (D) – (Preuswald –) Franziskushospital – Jüdischer Friedhof – Schanz – Elisenbrunnen – Aachen Bushof |
| 25     | Vaals (NL) – Vaalserquartier (D) – Westfriedhof – Schanz – Elisenbrunnen – Aachen Bushof – Kaiserplatz – Bf Rothe Erde – Forst – Brand – Freund – Büsbach – Stolberg Altstadt – Stolberg Mühlener Bf (– Atsch Dreieck) |
| 26     | Eschweiler Bushof – Rathaus – Bergrath – Nothberg – Heistern – Wenau – Hamich – Gressenich Kapelle |
| 27     | Brand – Gewerbegebiet Eilendorf Süd – Forst – Bf Rothe Erde – Frankenberger Viertel – Normaluhr – Theater – Elisenbrunnen – Aachen Bushof – Ponttor – Laurensberg – Niersteiner Höfe – Vetschau – Bank |
| 28     | Alsdorf-Annapark – Schaufenberg – Siedlung Ost – Mariadorf – Hoengen – Warden – Kambach – Kinzweiler – Hehlrath – Röhe – Eschweiler Bushof – Rathaus – Herz-Jesu-Kirche – Weisweiler – Hücheln (– Langerwehe Bf – Langerwehe Schulzentrum) |
| 29     | (Alsdorf KuBiZ –) Alsdorf-Annapark – Schaufenberg – Siedlung Ost – Blumenrath / Hoengen – Mariadorf |
| 30     | (Vaals (NL) – Vaalserquartier (D) – Westfriedhof –) Ronheider Weg – Burtscheid – Beverau – Forst Adenauerallee – Fringsgraben – Hüls – ASEAG – Prager Ring – (Haaren –) Eulershof (– Alter Tivoli – Ehrenmal/ Lousberg – Ponttor – Westbahnhof – Süsterau – Campus Melaten – Uniklinik) |
| 31     | Siegel – Burtscheid – Aachen Hbf – Misereor – Elisenbrunnen – Aachen Bushof – Ludwig Forum – Talbot – Haaren – Verlautenheide – Gewerbegebiet Aachener Kreuz |
| 33     | Fuchserde – Beverau – Frankenberger Viertel – Theater – Elisenbrunnen – Aachen Bushof – Ponttor – Westbahnhof – Hörn – Campus Melaten – Uniklinik – Kullen – Vaalserquartier (D) – Vaals (NL) |
| 34     | (Kerkrade (NL) – Pannesheide (D)) / Kohlscheid Bf – Kohlscheid Weststr. – (Kohlscheid Markt –) Rumpen – Berensberg – Grüner Weg – Aachen Bushof – Elisenbrunnen – Theater – Normaluhr – Burtscheid Hauptstr. – Diepenbenden |
| 35     | Vaals Grenze – Vaalserquartier – Westfriedhof – Schanz – Elisenbrunnen – Aachen Bushof – Kaiserplatz – Bf Rothe Erde – Forst – Brand – Kornelimünster – Walheim – Hahn – Breinig |
| 36     | Aachen Bushof – Kaiserplatz – Normaluhr – Marienhospital – Burtscheid – Bismarckturm – (Waldfriedhof ←) Oberforstbach Gewerbegebiet – SCHUMAG – Schleckheim |
| 37     | Brand – Gewerbegebiet Eilendorf Süd – Forst – Bf Rothe Erde – Frankenberger Viertel – Normaluhr – Theater – Elisenbrunnen – Aachen Bushof – Ponttor – Laurensberg – Orsbach – Lemiers |
| 38     | Stolberg Altstadt – Stolberg Mühlener Bf – Atsch Dreieck – Stolberg Hbf |
| 40     | Stolberg Mühlener Bf – Zinkhütter Hof – (Kohlbusch –) Münsterbusch – Liester – Stolberg Altstadt – Stolberg Krankenhaus |
| 41     | Uniklinik – Westbahnhof – Ponttor – Aachen Bushof – Haaren – Verlautenheide |
| 42     | (Schevenhütte →) Gressenich Kapelle – Krewinkel – Mausbach – Fleuth – / (Zweifall – Münsterau –) Vicht – Breinigerberg – Breinig – Dorff – Büsbach – Liester – Münsterbusch – Zinkhütter Hof – Stolberg Mühlener Bf – (Velau – Stolberg Hbf) / (Birkengang – Stolberg Hans-Böckler-Straße) |
| 43     | (Richterich Schönau /) Laurensberg Rahe – Laurensberg – Westbahnhof – Ponttor – Aachen Bushof – Elisenbrunnen – Preusweg – Hanbruch – Uniklinik |
| 44     | Schnellbus: Aachen Hbf – Elisenbrunnen – Aachen Bushof – Ponttor – Laurensberg – Richterich – Horbach (D) – Hogeschool Zuyd (NL) – Heerlen |
| 45     | Uniklinik – Kullen – Westfriedhof – Schanz – Elisenbrunnen – Aachen Bushof – Kaiserplatz – Bf Rothe Erde – Forst – Driescher Hof – Brand Schulzentrum (– Brand) |
| 46     | Aachen Bushof – Bf Rothe Erde – Tierpark – Forster Linde – Lintert – Hitfeld – Oberforstbach – Schleckheim – Nütheim – Walheim – Hahn – Venwegen Abzweigung – Breinig Entengasse –Mulartshütte – Rott – Dreilägerbachtalsperre – Roetgen Post |
| 47     | (Brand –) Hüls – Kaiserplatz – Aachen Bushof – Ponttor – Laurensberg – Richterich – Kohlscheid Weststr. – Pannesheide – Straß – Herzogenrath Bf – Ritzerfeld – Merkstein |
| 48     | Stolberg Mühlener Bf – Birkengang – Donnerberg – Donnerberg Kaserne – Eschweiler Stadtwald – Waldsiedlung – Pumpe-Stich – Eschweiler Hbf – Röthgen – Odilienstraße – Krankenhaus – Eschweiler Bushof – Vöckelsberg |
| 50     | Eilendorf Josefsstraße – Hansmannstraße (Bahnhof) – Brand |
| 51     | Waldfriedhof – Burtscheid – Aachen Hbf – Elisenbrunnen – Aachen Bushof – STAWAG – Carolus Thermen – Alter Tivoli – Scherberg – Würselen – Schleibacher Hof – Alsdorf-Annapark – Neuweiler – Oidtweiler – (Carl-Alexander-Park → Baesweiler Reyplatz →/ Setterich) |
| 52     | (Hücheln – Weisweiler –) Eschweiler Südstraße – Rathaus – Eschweiler Bushof – Röhe – Talbot – Ludwig Forum – Aachen Bushof |
| 53     | Ronheider Weg – Habsburgerallee – Misereor – Elisenbrunnen – Aachen Bushof |
| 54     | Diepenbenden – Burtscheid Hauptstr. – Normaluhr – Theater – Elisenbrunnen – Aachen Bushof – Eurogress – Soers – Berensberg – Rumpen – Kohlscheid Markt – Klinkheide – Pannesheide – Straß – Herzogenrath Bf – Herzogenrath Schulzentrum / Waldfriedhof / (Ritzerfeld – Merkstein – Industriegebiet Boscheler Berg)                                                                               |
| 55     | Vaals Grenze – Vaalserquartier – Westfriedhof – Schanz – Elisenbrunnen – Aachen Bushof – Kaiserplatz – Bf Rothe Erde – Forst – Brand – Kornelimünster – Schleckheim – Oberforstbach / Oberforstbach Gewerbegebiet – Lichtenbusch |
| 58     | Eschweiler Bushof – Eschweiler Hbf. |
| 59     | (Bedarfsverkehr) Reifeld – Duffesheide – Bardenberg Krankenhaus |
| 61     | Stolberg Mühlener Bf – Stolberg Altstadt – Binsfeldhammer – Bernardshammer – Breinigerberg – Breinig – Venwegen Abzweigung – Rott Königsberger Straße – Rott – Dreilägerbachtalsperre – Roetgen Post |
| 61     | Venwegen Süd – Breinig Entengasse Richtung Breinigerheide – Breinigerheide – Breinig Entengasse Richtung Breinigerberg – Breinigerberg (nur samstags) |
| 61E    | Breinig Entengasse – Venwegen Süd |
| 61ALT  | Breinig Entengasse – Venwegen Süd (Mo–Fr abends, Samstags morgen und abend und Sonntags) |
| 62     | Stolberg Krankenhaus – Stolberg Mühlener Bf – Zinkhütter Hof – (Kohlbusch –) Münsterbusch – Liester – Büsbach Kirche – Büsbach Brockenberg |
| 63     | Simmerath – Kesternich – Rurberg – Einruhr – Vogelsang IP (– Morsbach – Herhahn – Gemünd / Schleiden) |
| 64     | Ortsbus Roetgen: (Schwerzfelder Straße –) Roetgen Post – Markt – Kalfstraße (– Pilgerbornstraße) |
| 65     | Elisenbrunnen – Aachen Bushof – Kaiserplatz – Bf Rothe Erde – Forst – Brand – Kornelimünster – Schleckheim – Oberforstbach Gewerbegebiet – Lichtenbusch |
| 66     | Während der Sperrung der B258 in Konzen wird Konzen nur vom Schülerverkehr und vom NetLiner bedient. Aachen Bushof – Kaiserplatz – Josefskirche – Bf Rothe Erde – Forst – Brand – Kornelimünster – Walheim – Friesenrath – Roetgen –Konzen Bf. – Breitestr. – Am Gericht – Imgenbroich – Monschau                                                                                                |
| 68     | (Lammersdorf – Witzerath – Rollesbroich –) Simmerath – (Kesternich –) Strauch – Steckenborn – Woffelsbach – Rurberg (– Einruhr) |
| 69     | Alsdorf-Annapark – (Busch –) Zopp – Noppenberg – Nordstern – Bierstraß – Herzogenrath Bf |
| 70     | Vaals Grenze – Vaalserquartier – Uniklinik – Laurensberg – Richterich – Berensberg – Eulershof – Talbot – Europaplatz – Bf Rothe Erde |
| 71     | Geilenkirchen Bf – Waurichen – Beggendorf – Baesweiler – Setterich – Siersdorf – Schleiden – Aldenhoven |
| 72     | Stolberg Mühlener Bf – Stolberg Altstadt – (Donnerberg Rosenweg –) Am Sender – Donnerberg Höhenstraße |
| 73     | Uniklinik – Campus Melaten – Hörn – Westbahnhof – Ponttor – Aachen Bushof – Kaiserplatz – Josefskirche – Bf Rothe Erde – Mataréstraße (← Brand ← Freund / Niederforstbach) |
| 74     | Aachen Hbf – Elisenbrunnen – Aachen Bushof – Ponttor – Westbahnhof – Gewerbegebiet Avantis (D / NL) |
| 75     | Hörn Kastanienweg – Muffet – Weststraße – Schanz – Elisenbrunnen – Aachen Bushof |
| 80     | Uniklinik – Campus Melaten – Laurensberg – Richterich – Kohlscheid Weststr. – Klinkheide – Kohlscheid Markt |
| 82     | Simmerath – (Konzen –) Imgenbroich – Monschau Altstadt |
| 83     | Simmerath – (Huppenbroich –) Eicherscheid – Hammer – Dedenborn – Einruhr – Erkensruhr |
| 84     | Monschau Altstadt – Höfen – Alzen – Rohren – Widdau – Imgenbroich |
| 85     | Imgenbroich – / Monschau Altstadt – Mützenich – Reichenstein – Kalterherberg Kirche – Kalterherberg Oberdorf – Kleinfrankreich |
| 88     | Schmidt – Steckenborn – Strauch – Kesternich – Simmerath Eifelklinik – Simmerath Bushof |
| 89     | Alsdorf-Annapark – Zopp – Noppenberg – Nordstern – Merkstein – Herzogenrath Bf (– Herzogenrath Schulzentrum) |
| 90     | Alsdorf-Annapark – Schaufenberg – Bettendorf – Siersdorf – Dürboslar – Aldenhoven |
| 96     | Langerwehe Schulzentrum – Langerwehe Bf – Weisweiler Bf – Weisweiler Frankenplatz – Elektrowerk – Herz-Jesu-Kirche – Rathaus – Eschweiler Bushof |
| 98     | Weisweiler Gewerbegebiet IGP – Herz-Jesu-Kirche – Rathaus – Eschweiler Bushof |
| X3     | Expressbus: Waldfriedhof – Burtscheid – Aachen Hbf – Schanz – Westfriedhof – Uniklinik – Campus Melaten |
| X25    | Expressbus: Aachen Bushof – Kaiserplatz – Bf Rothe Erde – Brand – Freund – Büsbach – Stolberg Altstadt – Stolberg Mühlener Bf |
| X35    | Expressbus: Elisenbrunnen – Aachen Bushof – Kaiserplatz – Bf Rothe Erde – Brand – Kornelimünster – Walheim – Hahn |
| X47    | Expressbus: Aachen Bushof – Ponttor – Kohlscheid Weststr. – Pannesheide – Straß – Herzogenrath Bf – Ritzerfeld – Merkstein |
| X51    | Expressbus: Elisenbrunnen – Aachen Bushof – STAWAG – Alter Tivoli – Scherberg – Würselen – Alsdorf-Annapark – Neuweiler – Oidtweiler – (Carl-Alexander-Park – Baesweiler Reyplatz) / (← Setterich) |
| X73    | Expressbus: Uniklinik – Campus Melaten – Süsterau – Westbahnhof – Ponttor – Aachen Bushof – Kaiserplatz – Bf Rothe Erde – Brand (← Freund) – Niederforstbach |
| 385    | Eupen Bushof – Ternell Naturzentrum (B) – Mützenich (D) – Monschau – Kalterherberg Kirche – Kalterherberg Bf (AVV-Tarif gilt nur im deutschen Streckenabschnitt) |
| SB63   | Schnellbus: Aachen Bushof – Elisenbrunnen – Misereor – Aachen Hbf – Marienhospital – Burtscheid – Oberforstbach Gewerbegebiet – (Rott –) Roetgen – Lammersdorf – (Paustenbach – Bickerath) / (Rollesbroich – Strauch Am Roßbach –) Simmerath |
| SB66   | Während der Sperrung der B258 in Konzen wird Konzen nur vom Schülerverkehr und vom NetLiner bedient. Schnellbus: Aachen Bushof – Kaiserplatz – Scheibenstraße – Bf Rothe Erde – Brand – Kornelimünster – Walheim – Friesenrath – Roetgen – Konzen Bf. – Breitestr. – Am Gericht – Imgenbroich – Monschau                                                                                         |
| SB71   | Schnellbus: Verlautenheide Endstraße – Haaren Markt – Prager Ring – Blücherplatz – Hansemannplatz – Aachen Bushof – Elisenbrunnen – Schanz – Westfriedhof – Uniklinik |
| SB88   | Schnellbus: Nideggen – Brück – Schmidt – Strauch – (Kesternich –) Simmerath |
| AL1    | Alsdorf-Annapark – Kellersberg – Ofden – Euchen – Broich – Neusen |
| AL2    | Alsdorf-Annapark – Busch Bf |
| AL3    | (Alsdorf KuBiz –) Alsdorf-Annapark – Ofden – Kellersberg – Siedlung Ost – Alsdorf-Annapark |
| AL4    | Mariadorf – Blumenrath – Hoengen – Mariadorf |
| AL5    | Duffesheide (→ Reifeld) – Ofden – (Kellersberg –) Alsdorf-Annapark |
| AL6    | Mariadorf – Begau – Warden – Mariadorf |
| BW1    | Setterich – Baesweiler – Oidtweiler – Bettendorf |
| EW1    | Eschweiler Bushof – Rathaus – Bergrath – Nothberg Knippmühle – Bohl – Volkenrath – Hastenrath – Scherpenseel – (Gressenich Kapelle / Werth Brunnenweg) |
| EW2    | Dürwiß – Dürwiß Kirche – Eschweiler Bushof – Rathaus – Nothberg Kirche – Nothberg Siedlung |
| EW3    | Eschweiler Bushof – Rathaus – Bergrath – Nothberg Knippmühle – Bohl – Volkenrath – Hastenrath – Scherpenseel – Werth Brunnenweg |
| EW4    | Eschweiler Bushof – Röhe – Aue / St. Jöris |
| EW5    | Talbahnhof/Raiffeisenplatz – Langwahn – Schwimmhalle – Eschweiler Bushof – Dürwiß Kirche – Dürwiß Freibad – Blausteinsee |
| EW6    | Anruflinientaxi: St. Jöris Bf – Kinzweiler – Hehlrath |
| HZ1    | (Herzogenrath Schulzentrum –) Herzogenrath Bf – (Merkstein Hauptstr. –) Worm – Wildnis – Hofstadt |
| HZ2    | Bardenberg Krankenhaus – Wilhelmstein – Wurmtal – Kohlscheid Markt – Weststraße – Kohlscheid Bf – Amstelbachtal – Bank – Pannesheide |
| HZ3    | (Herzogenrath Schulzentrum –) Herzogenrath Bf – Merkstein – Plitschard – Herbach – Hofstadt |
| OL1    | Ortsbus Haaren: Verlautenheide – Haaren – Hüls |
| OL5    | Ortsbus Brand: Brand – Am Reulert – Brand – Schagenstraße – Brand |
| WÜ1    | (Stadtbus Würselen) Euchen – Broich – Linden-Neusen – Vorweiden – Weiden – Gewerbegebiet Aachener Kreuz – Würselen – Kohlscheid – Kohlscheid Bf |

Anmerkungen:
Linie 14: Gemeinschaftskonzession mit Transport en Commun (TEC).
Linie 44: Gemeinschaftskonzession mit Arriva.
Linie EW5: Verkehrt nur an Wochenenden in der Sommersaison.
Linie 385: Gemeinschaftskonzession mit Transport en Commun (TEC).
Linie OL5: verkehrt nur dienstags und samstags zu Markttagen.

### NetLiner
Die ASEAG bietet seit 2016 in Monschau den Ridepooling-Dienst Netliner nach dem Prinzip des Anruf-Sammeltaxis an. Das Angebot bedient die festen ÖPNV-Haltestellen des konventionellen Busverkehrs und zusätzliche ausgewählte, als „Spots“ bezeichnete Halte. In den Folgejahren wurde das Angebot auf weitere Bediengebiete ausgeweitet, im Februar 2022 auf die Gemeinde Simmerath. Seit 4. September 2023 ist der NetLiner auch in Haaren, Verlautenheide und auf der Hüls unterwegs.
Aufgrund des Auslaufen des Förderprojektes des NetLiner Roetgen wurden die Bedienzeiten zum 15. November 2024 nach dem aktuellen Gutachten angepasst.
| Bediengebiet  | Einsatzzeiten | Umfasste Stadt-/Ortsteile                                                                                         |
| ------------- | --- | --- |
| Aachen-Nord   | Mo–Fr: 06:00–12:00 Uhr und 15:00–24:00 Uhr, Sa: 08:00–10:00 Uhr und 17:00–24:00 Uhr, So: 10:00–24:00 Uhr          | Orsbach, Lemiers, Uniklinik, Campus Melaten, Seffent, Laurensberg, Schulzentrum, Richterich, Grünenthal, Vetschau |
| Aachen-Süd    | Sa: 07:30–22:30 Uhr, So: 08:30–22:30 Uhr                                                                          | Walheim, Friesenrath, Sief, Schmithof, Lichtenbusch                                                               |
| Aachen-Haaren | Mo–Fr: 06:00 bis 22:00 Uhr, Sa+So: 08:00–22:00 Uhr                                                                | Haaren, Verlautenheide, Hüls                                                                                      |
| Monschau      | Mo–Fr: 08:00–12:00 Uhr und 15:00–21:00 Uhr                                                                        | Monschau Altstadt, Imgenbroich, Konzen, Widdau, Rohren, Höfen, Kalterherberg, Mützenich                           |
| Roetgen       | Mo–Fr: 08:00–11:30 Uhr und 15:00–20:00 Uhr                                                                        | Roetgen, Rott, Mulartshütte                                                                                       |
| Simmerath     | Mo–Fr an Schultagen: 08:00–11:30 Uhr und 15:30–19:30 Uhr Mo–Fr in den Ferien: 08:00–11:30 Uhr und 12:45–19:30 Uhr | Simmerath, Eicherscheid, Huppenbroich, Hammer, Dedenborn, Einruhr, Erkensruhr                                     |

### Nachtexpress
Die ASEAG betreibt ein gesondertes Nachtbusnetz. Dieses besteht aus zehn Linien (N1 bis N9 und N60), welche die größten Linienachsen mit geändertem Linienweg bedienen. Die Nachtlinien verkehren in den Nächten auf Samstage, Sonntage und Feiertage jeweils um 1:30, 2:30 und 3:30 Uhr vom Elisenbrunnen/Bushof aus. Die Linienführung verläuft dabei sternförmig aus der Stadt heraus.
| Linie | Verlauf |
| ----- | --- |
| N1    | Nachtexpress: nur in den Nächten vor Samstagen sowie Sonn- und Feiertagen Elisenbrunnen → Aachen Bushof → Kaiserplatz → Josefskirche → Bf Rothe Erde → Forst → Brand → Kornelimünster → Walheim → Schleckheim → Oberforstbach → Burtscheid → Marienhospital → Theater → Elisenbrunnen |
| N2    | Nachtexpress: nur in den Nächten vor Samstagen sowie Sonn- und Feiertagen Elisenbrunnen (→ Aachen Bushof) / (← Karlsgraben) – Ponttor – Laurensberg – Richterich – Horbach – Locht (D) – Gracht Kerk (NL) |
| N3    | Nachtexpress: nur in den Nächten vor Samstagen sowie Sonn- und Feiertagen Elisenbrunnen – Aachen Bushof (→ Ludwig Forum → Haaren → Verlautenheide → Würselen → Morsbach → Bardenberg) / (← Eurogress ← Berensberg ← Rumpen ← Kohlscheid Markt ← Klinkheide ← Pannesheide ← Straß) – Herzogenrath Bf – Ritzerfeld – Merkstein (← Boscheln ← Holthausen) |
| N4    | Nachtexpress: nur in den Nächten vor Samstagen sowie Sonn- und Feiertagen Aachen Bushof – (Elisenbrunnen → Karlsgraben →) Ponttor – Westbahnhof – Hörn – Uniklinik – Kullen (D) – (Vaalserquartier (D) →) Vaals Heuvel (NL) |
| N5    | Nachtexpress: nur in den Nächten vor Samstagen sowie Sonn- und Feiertagen Aachen Bushof → Elisenbrunnen → Misereor → Aachen Hbf → Marienhospital → Burtscheid → Lichtenbusch → Oberforstbach → Schleckheim → Kornelimünster → Niederforstbach → Brand → Forst → Bf Rothe Erde → Frankenberger Viertel → Aachen Hbf → Misereor → Elisenbrunnen |
| N6    | Nachtexpress: nur in den Nächten vor Samstagen sowie Sonn- und Feiertagen Aachen Bushof → Alter Tivoli → Berensberg → Rumpen → Kohlscheid Weststr. → Klinkheide → Kohlscheid Markt → Bardenberg → Morsbach → Würselen → Haaren → Liebigstr. → Aachen Bushof → Elisenbrunnen |
| N7    | Nachtexpress: nur in den Nächten vor Samstagen sowie Sonn- und Feiertagen (Aachen Bushof →) Elisenbrunnen – Karlsgraben – Schanz – Hanbruch – Kronenberg – Preusweg – (Preuswald →) Bildchen Grenze (D) – Kelmis (B) |
| N8    | Nachtexpress: nur in den Nächten vor Samstagen sowie Sonn- und Feiertagen (Elisenbrunnen →) Aachen Bushof – Kaiserplatz – Josefskirche – Geschwister-Scholl-Gymnasium – Eilendorf – (Münsterbusch → Zinkhütter Hof → / Atsch ←) Stolberg Rosental |
| N9    | Nachtexpress: nur in den Nächten vor Samstagen sowie Sonn- und Feiertagen Elisenbrunnen – Aachen Bushof (→ Liebigstr. → Haaren) / (←Alter Tivoli ← Scherberg ← Würselen ← Alsdorf) – Weiden – Vorweiden – Linden-Neusen – Broicher Siedlung – Alsdorf-Mariadorf – Siedlung Ost – Alsdorf Annapark |
| N60   | Während der Sperrung der B258 kann der Nachtexpress in Konzen nur die Haltestellen Konzen Bf. und Breitestr. bedienen. Aus Zeitgründen kann Imgenbroich nicht bedienen. Nachtexpress: nur in den Nächten vor Samstagen sowie Sonn- und Feiertagen Aachen Hauptbahnhof → Elisenbrunnen → Aachen Bushof → Kaiserplatz → Josefskirche → Bf Rothe Erde → Forst → Brand → Kornelimünster → Walheim → Hahn → Rott → Roetgen → Lammersdorf → Rollesbroich → Witzerath → Simmerath → Strauch Am Roßbach → Kesternich → Am Gericht → Konzen Breitestr. → Konzen Bf. → Roetgen → Friesenrath → Walheim |

### Fuhrpark

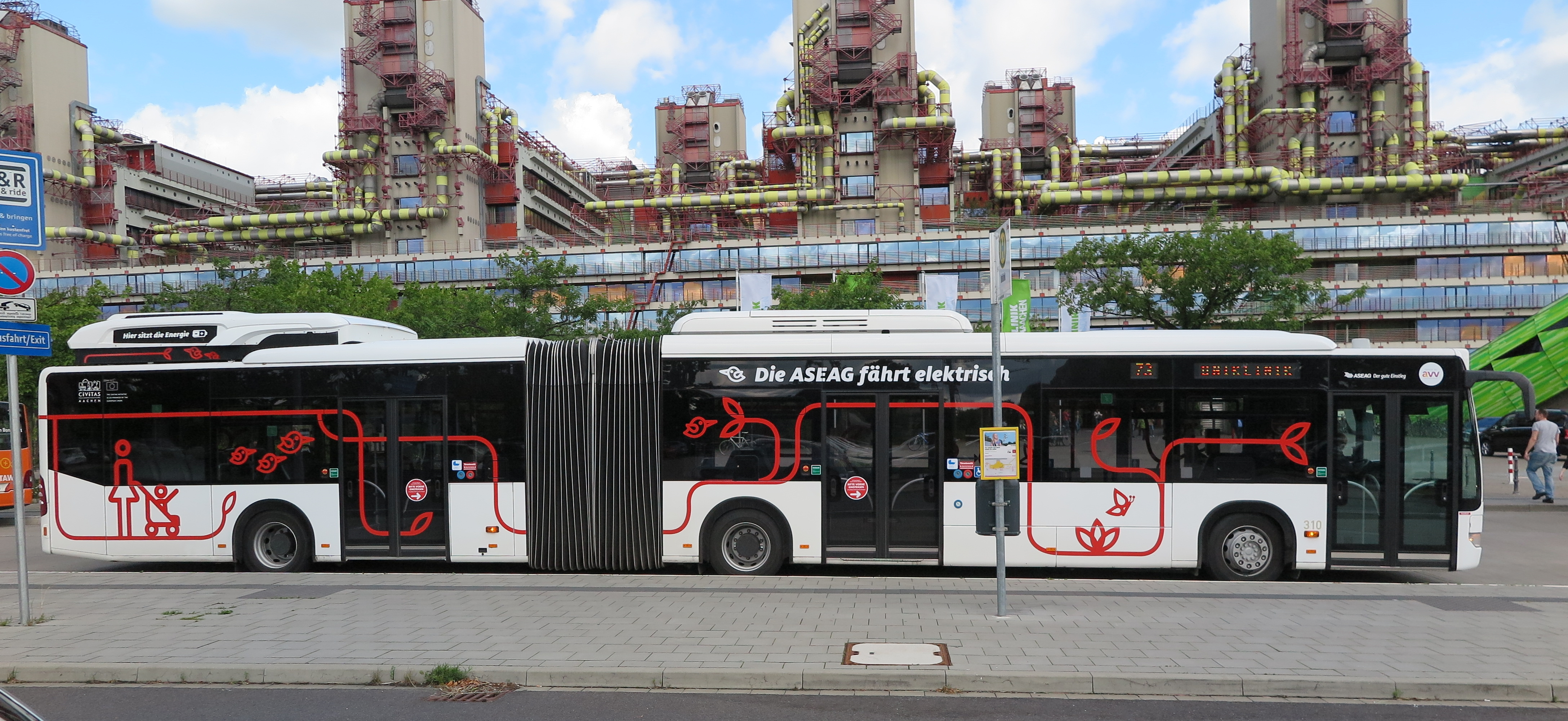
Elektrogelenkbus

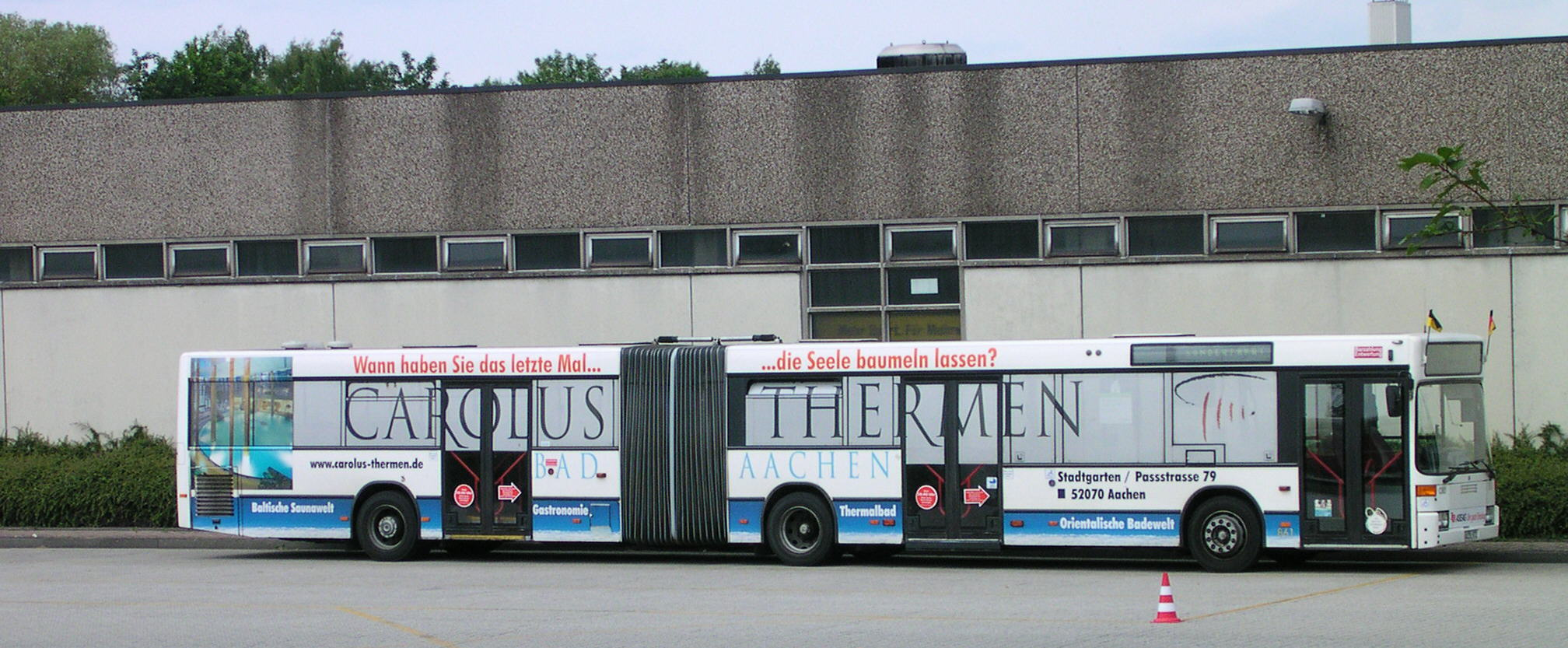
Mercedes-Benz O 405 GN im Betriebshof; dieser Fahrzeugtyp fuhr bis 2013

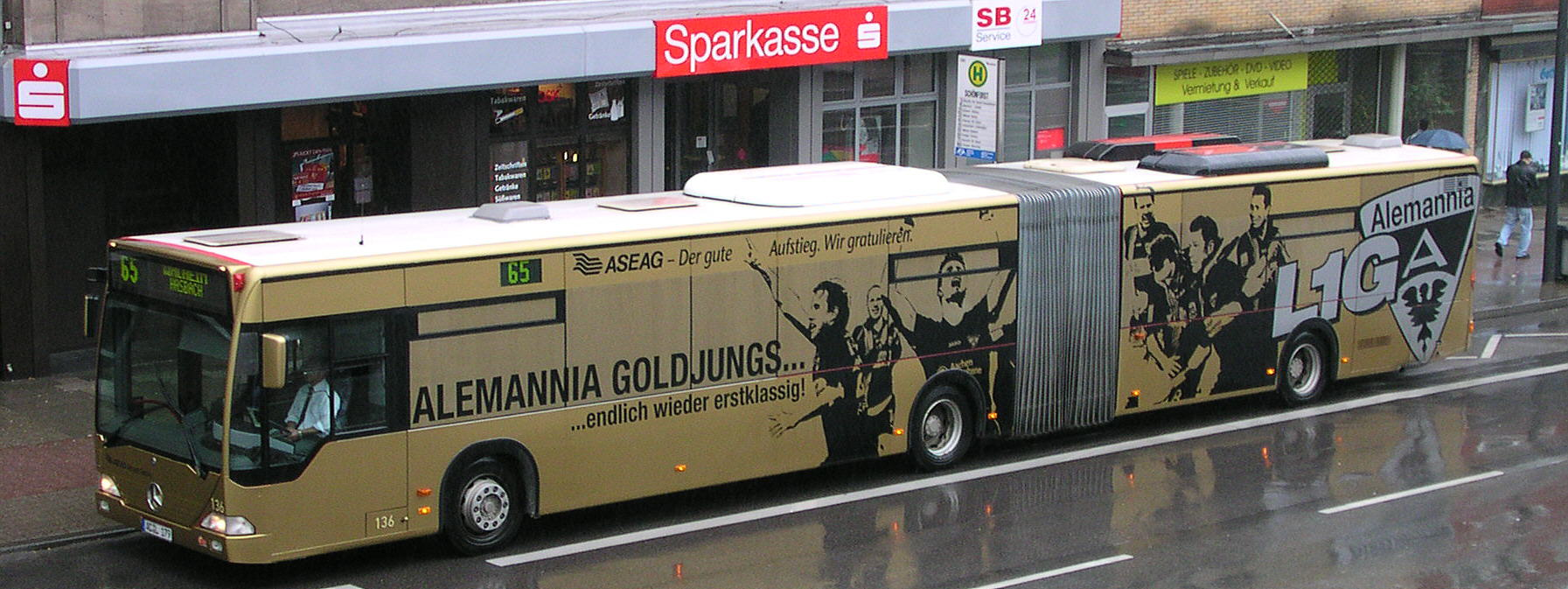
Alemannia-Bus

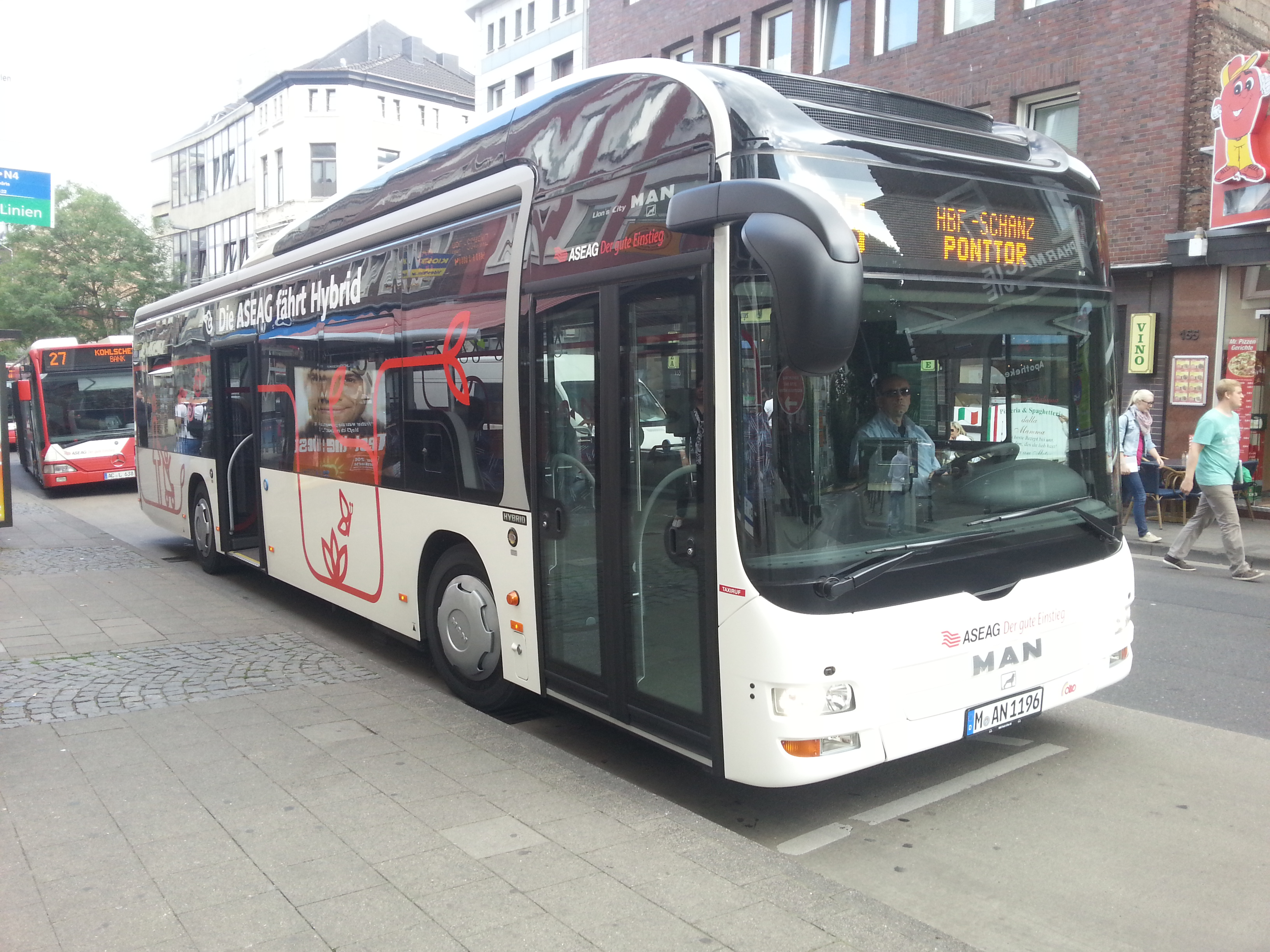
Hybridbus MAN Lion’s City Hybrid an der Haltestelle Ponttor als Linie 13B, mittlerweile ausgemustert

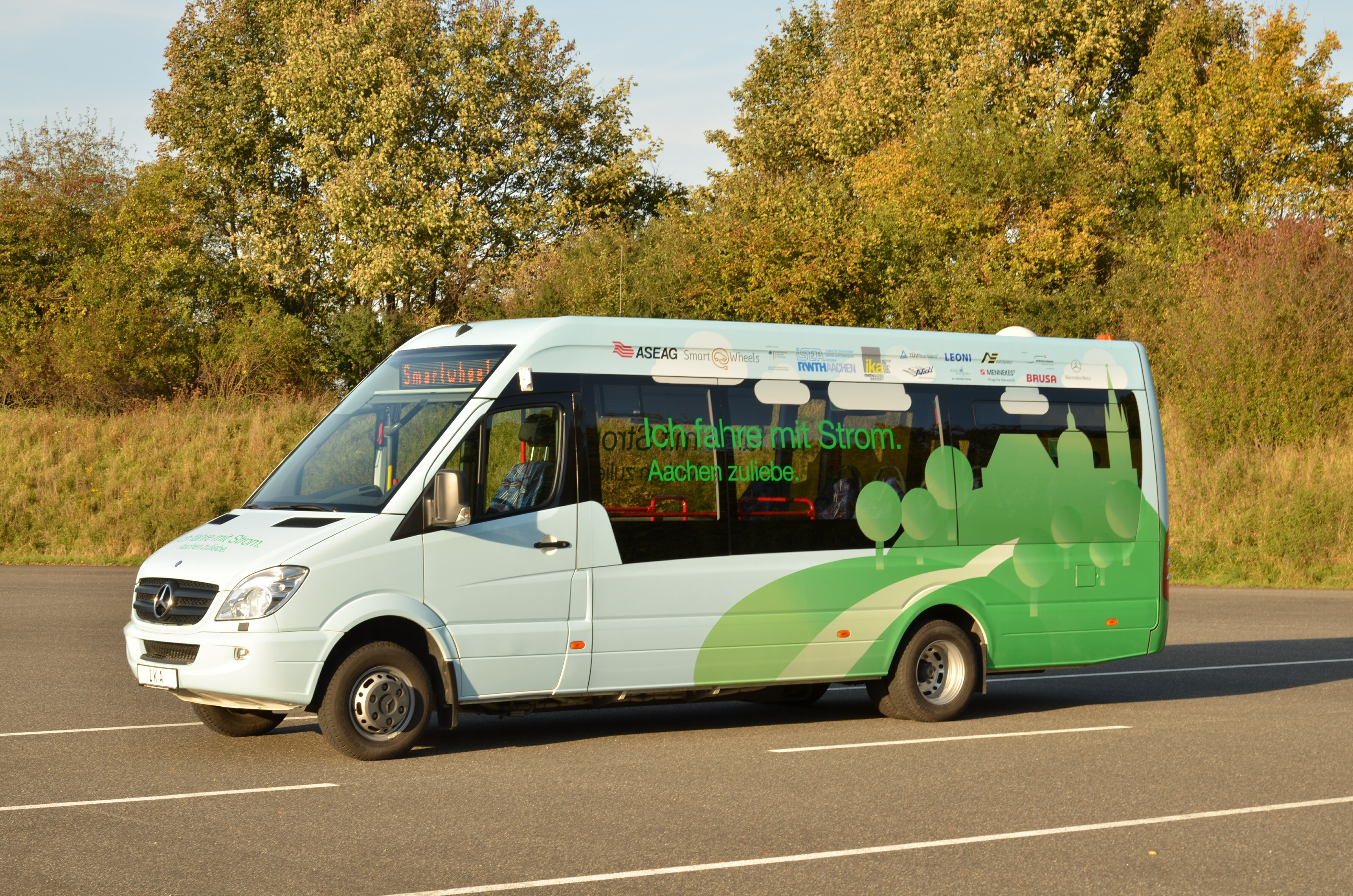
Vom IKA entwickelter Elektrobus

Die ASEAG besitzt mit der sogenannten Roten Flotte 267 eigene Busse (Stand 2023). Ältere Busse werden teilweise an Subunternehmen abgegeben, die jedoch wiederum unter Vertrag bei der ASEAG stehen. Der Fuhrpark besteht aus Standard- (darunter ein Hybridbus) und Gelenkbussen verschiedener Bauserien des Typs Citaro von Mercedes-Benz, 18,75-Meter-MAN-Gelenkbussen (Lion’s City GL), VDL Citea sowie CapaCity. Im Laufe des Jahres 2014 wurde ein ursprünglich mit Hybridantrieb ausgelieferter Citaro-Gelenkbus durch die ASEAG-Werkstatt auf reinen Elektroantrieb umgebaut und im Mai 2015 der Öffentlichkeit vorgestellt. Ende Oktober 2019 wurden 7 von 12 bestellten Elektrobussen des Typs Mercedes-Benz eCitaro von EvoBus geliefert. In den Jahren 2020 und 2021 folgten weitere Fahrzeuge.
Mittlerweile ist nahezu der gesamte Fuhrpark der ASEAG niederflurig, wobei hauptsächlich vollwertige Niederflurbusse und inzwischen auch mehrere Low-Entry-Busse zum Fuhrpark gehören. Letzter Hochflurbus ist ein MAN SG 242 (Wagen 750, Baujahr 1992), der jedoch nur noch selten im Liniendienst ist und als Museumsbus erhalten werden soll. Beim Sommerfest im September 2014 wurde dieser Bus fertig restauriert vorgestellt.
2015 beschaffte das Unternehmen mit fünf VDL Citea erstmals Fahrzeuge dieses Herstellers, nachdem ein Vorführwagen zuvor ein Jahr lang getestet wurde.
Seit 2005 waren Doppelgelenkbusse vom Typ VanHool AGG 300 im Linieneinsatz, die im Öcher Platt Öcher Long Wajong genannt wurden. Dem regulären Linieneinsatz ging ein zweijähriger Probebetrieb voraus. Mit einer Sondergenehmigung des TÜV wurde ab dem 7. Mai 2003 zunächst mit zwei geliehenen AGG 300 aus Utrecht, ab 2005 mit zwei eigenen Fahrzeugen, der erste Einsatz solcher Fahrzeuge in Deutschland realisiert. Im Februar 2008 wurden weitere sechs Doppelgelenkbusse in Betrieb genommen. Ende 2019 wurden dieser Bustyp bei der ASEAG ausgemustert.
Zu besonderen Anlässen werden einzelne Fahrzeuge speziell gestaltet, so z. B. Bus 136 anlässlich des Aufstiegs der Alemannia Aachen in die Fußball-Bundesliga 2006.
Bedingt durch den sukzessiven Austausch des Fuhrparks besitzt das Unternehmen seit den 2000er Jahren mehr Gelenkwagen als Standardwagen. Dies war bis dato genau umgekehrt. Ebenso verhält es sich mit Bussen von Mercedes-Benz. Waren die Beschaffungen bis 2000 nahezu ausgewogen zwischen MAN und Mercedes-Benz, sind durch die Neubeschaffungen der 2000er Jahre keine neuen MAN-Busse in den Fuhrpark hinzugekommen. Zwischenzeitlich wurden nach fast 10-jähriger Pause wieder Busse von MAN gekauft.

### Liniensponsoring
Mit den Linien 3 A/B als Fraunhofer-Linien wurde ab dem Fahrplanwechsel am 14. Juni 2009 erstmals eine Aachener Buslinie gesponsert. Zwei Gelenk- und vier Solobusse der neuesten Lieferung erhielten dazu ein entsprechendes Design, in dem sie seit dem 27. Oktober 2009 im Einsatz waren. Jeder Bus warb mit der Außenreklame für eines der beteiligten Aachener Fraunhofer-Institute IPT, ILT und IME. Darüber hinaus wurden Haltestellen, an denen die Linien verkehren, durch spezielle Schilder gekennzeichnet und mit Aushängen der Institute versehen. Das Sponsoring erfolgt primär mit dem Ziel, das Interesse von Studenten für berufliche Perspektiven an den Fraunhofer-Instituten zu wecken. Zwischenzeitlich wurde das Werbedesign überarbeitet und auf jüngere Fahrzeuge übertragen.

## Stadtbahnplanungen
Ab 2009 verfolgte die Stadt Aachen Planungen zur Wiedereinführung eines innerstädtischen schienengebundenen Verkehrs. Auf der Relation Klinikum – City – Brand sollte bis 2019 eine Stadtbahn gebaut werden. Die sogenannte Campusbahn als erster Bauabschnitt eines zukünftigen Aachener Stadtbahnnetzes sollte 12,3 Kilometer lang werden und einschließlich Betriebshof und Fahrzeugen etwa 243 Millionen Euro kosten. In einem Bürgerentscheid am 10. März 2013 wurde die Realisierung mit 66,34 % der abgegebenen Stimmen abgelehnt.
Seit 2018 werden erneut Planungen für ein neues Straßenbahnsystem betrieben. Am 27. September 2018 beauftragte der Städteregionsausschuss der Städteregion Aachen die Verwaltung, gemeinsam mit den Kommunen des Nordkreises, der Stadt Aachen und dem Aachener Verkehrsverbund (AVV) ein Regio-Tram-Projekt zu erarbeiten und den Fachausschuss fortlaufend zu informieren. Inzwischen konzentrieren sich die Planungen für eine erste Stufe auf die Verbindung Aachen – Baesweiler.

## Weitere Angebote für Kunden

### ASEAG-Sammel-Auto

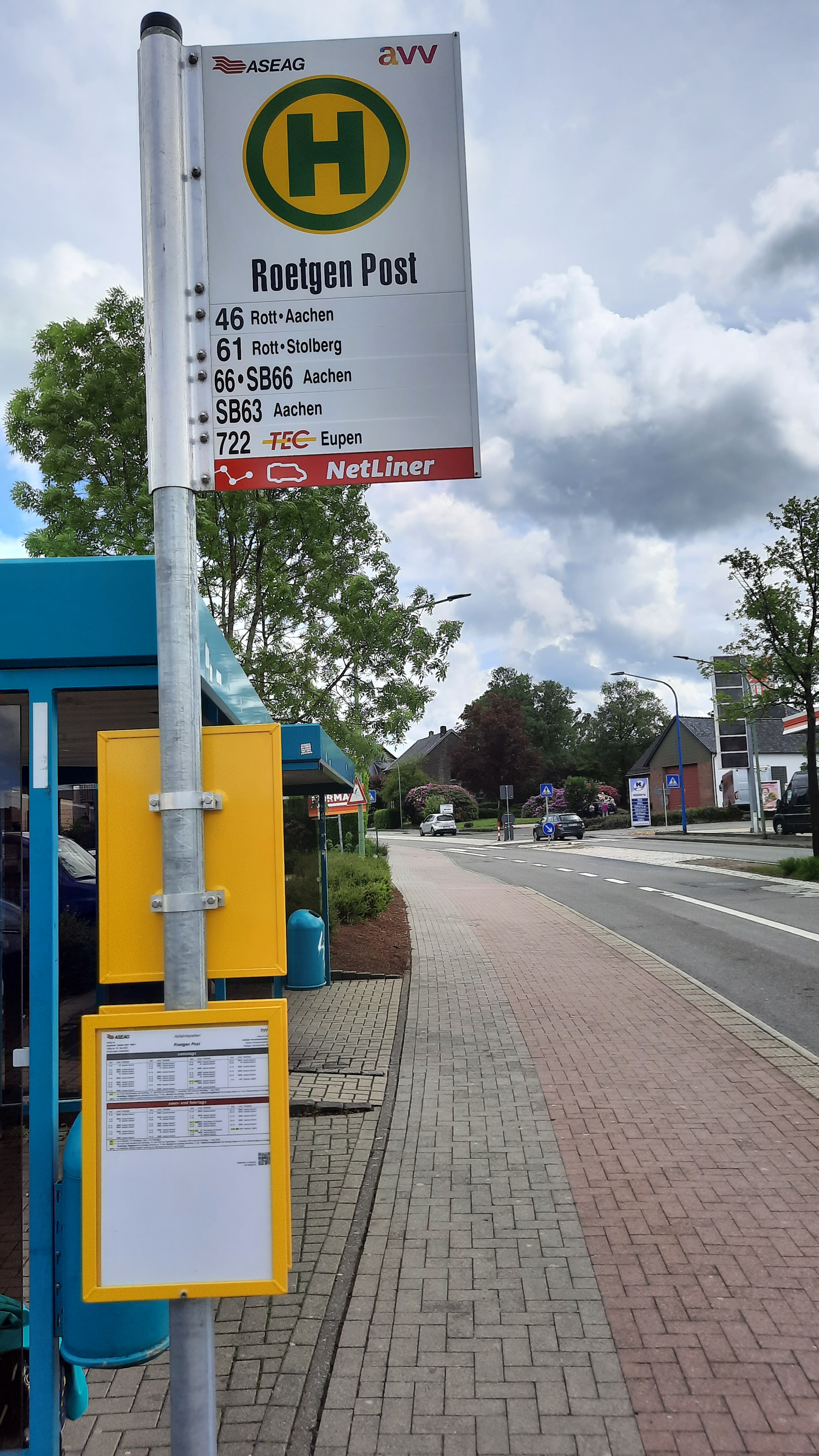
Typische Haltestelle 2022 mit Logo, Namen, Strecken und Fahrplan

Bei rechtzeitiger Anmeldung (45 Minuten vor Fahrtantritt, in der Innenstadt nur 30 Minuten) können Fahrgäste mit dem ASA jedes Ziel im Stadtgebiet von Aachen außerhalb des Alleenringes erreichen. Das ASA hat einen eigenen Fahrplan und verkehrt täglich zwischen 0:30 Uhr und 3:00 Uhr alle 30 Minuten sowie letztmals um 3:45 Uhr, außer zu Silvester und während der Karnevalstage (Fettdonnerstag bis Rosenmontag). Hierfür sind spezielle Haltestellen eingerichtet, die mit einem Zusatzschild ASA gekennzeichnet sind. Der ASA-Tarif gilt bis zur Stadtgrenze, danach wird zum normalen Taxi-Tarif weiterbefördert.

### Aussteigen zwischen Haltestellen
Ab 20:00 Uhr kann außerhalb des Alleenringes auf allen ASEAG-Linien nach Absprache mit dem Fahrer auch zwischen den Haltestellen ausgestiegen werden.

### Shuttleparty
Die Shuttleparty findet seit 1997 halbjährlich statt und ist ein Angebot, das sich hauptsächlich an junge Studierende richtet. Verschiedene Gastronomie- und Unterhaltungsbetriebe organisieren zusammen mit dem Stadtmagazin Klenkes eine Veranstaltung, welche insbesondere neuen Studierenden Gelegenheit geben soll, das örtliche Freizeitangebot kennenzulernen. Die ASEAG führt die Shuttle-Verkehre zwischen den teilnehmenden Lokalen durch. Das Ticket für 5,00 Euro (Stand 2008) gilt für Shuttle-Bus und Eintritt. Im April 2007 wurde erstmals ein entsprechendes Programm des Hochschulradio Aachen auch in den Shuttle-Bussen wiedergegeben.

### Sonstiges
Als eines der ersten Unternehmen der Region Aachen hat die ASEAG 2005 zwei automatisierte externe Defibrillatoren (AED) angeschafft und 44 Mitarbeiter als Ersthelfer geschult. Mit Hilfe eines AED sollen z. B. bei Eintreten eines Herzstillstandes die Minuten bis zum Eintreffen des Notarztes überbrückt werden können.
Das Unternehmen fördert die Nutzung von Carsharing in Zusammenarbeit mit Cambio CarSharing. Hierbei erhalten ASEAG-Abo-Kunden Fahrtgutscheine und Kunden des Carsharing-Unternehmens Vergünstigungen bei Kauf eines ASEAG-Abos.
Zum 1. Juli 2006 hat das Unternehmen, wie viele Verkehrsbetriebe vor ihr auch, den kontrollierten Einstieg im Stadtgebiet Aachen eingeführt (zuvor schrittweise im damaligen Kreis Aachen). Die Fahrgäste müssen an der vorderen Tür einsteigen und dem Fahrer ihren gültigen Fahrausweis vorzeigen oder ein Ticket erwerben. An den hinteren Türen ist nur noch das Aussteigen gestattet. Die ASEAG erhofft sich durch diese Maßnahme eine Senkung der Schwarzfahrerquote. Mit Einführung des City-XL-Tarifs zum 1. Oktober 2009 wurde die Regelung im Gültigkeitsbereich des Tarifs wieder aufgehoben. Im restlichen Stadtgebiet sowie der StädteRegion besteht sie weiterhin.

## ESBUS GmbH

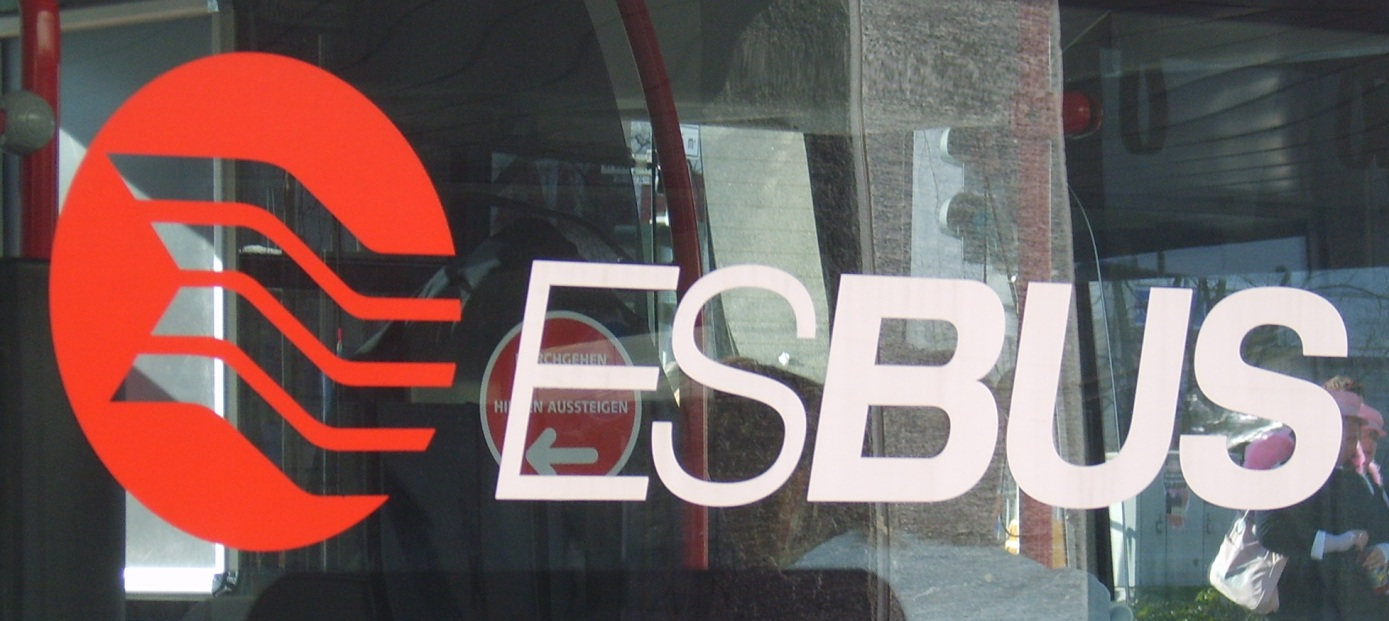
ESBUS Logo

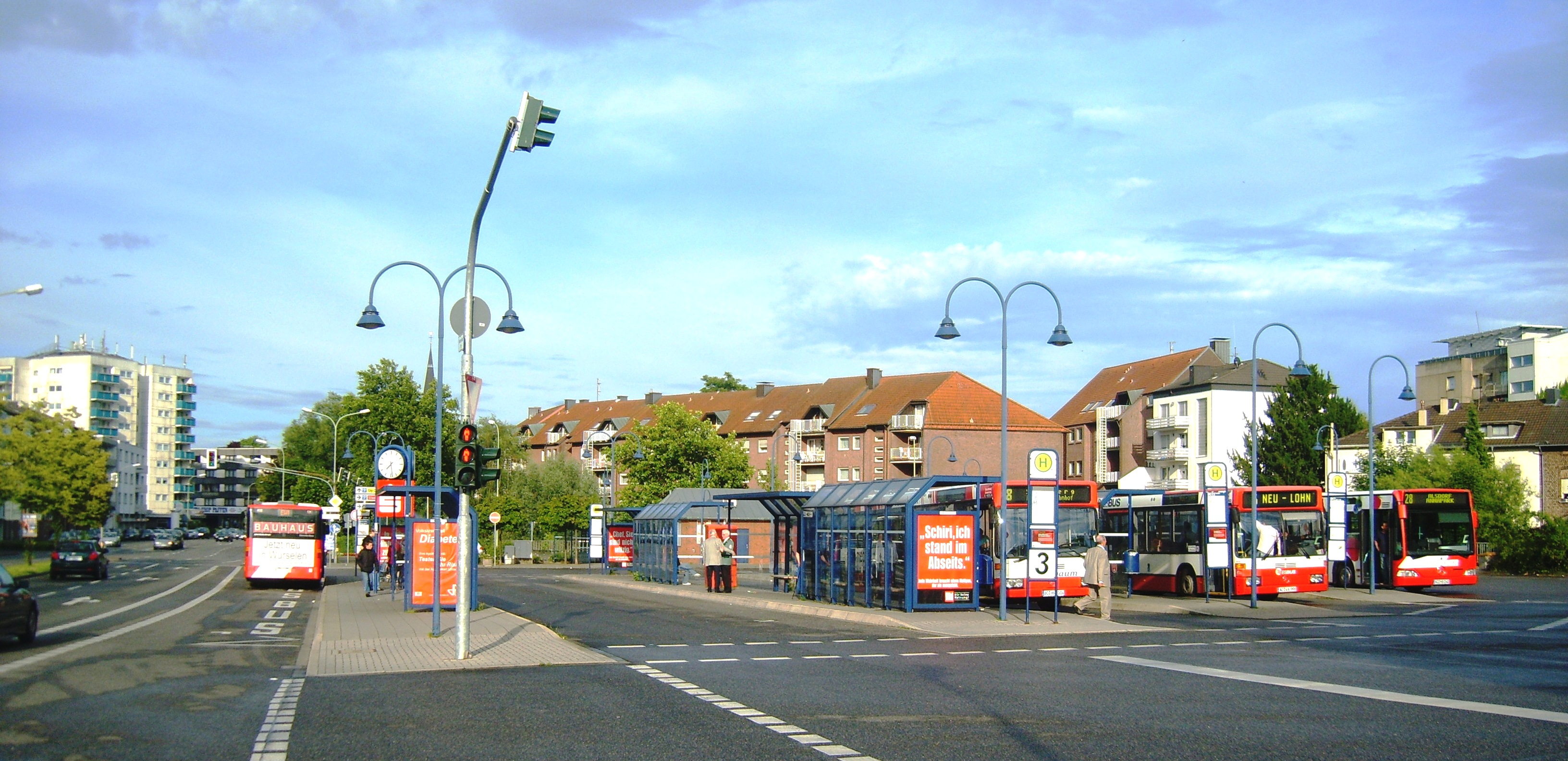
Eschweiler Bushof

Die Geschäftstätigkeit der ESBUS (Eschweiler Bus- und Servicegesellschaft mbH) besteht im Auftragsverkehr für die ASEAG auf deren konzessionierten Linien. Die ESBUS verfügt über keine eigenen Konzessionen und daher auch kein eigenes Liniennetz. Sie beschäftigte 2023 151 Fahrer.
Am 8. August 2000 wurden die Gesellschafteranteile der Firma Horst Taeter Verkehrsunternehmung GmbH mit Sitz in Eschweiler von der ASEAG erworben und am 23. Mai 2003 das Unternehmen umfirmiert. Inzwischen dient ESBUS als Firma für neu eingestelltes Fahrpersonal der ASEAG. Es wurde eine Mindestanzahl von 325 bei der ASEAG direkt angestellten Fahrern vertraglich vereinbart, die im Laufe des Jahres 2016 unterschritten wurde, woraufhin zum Erreichen dieser Mindestanzahl erstmals Personal von ESBUS zur ASEAG wechselte.

### Wagenpark
Das Unternehmen hat mehrere Niederflur-Solobusse des Typs O 530 und VDL Citea sowie einen Lion’s City GL im Einsatz. Die Wagen sind dauerhaft aus dem Bestand der ASEAG ausgeliehen.

## Karnevalsgesellschaft
1949 gründen Sportler der Betriebssportgemeinschaft ASEAG Station Eschweiler den Karnevalsverein K.G. Fidele Trammebülle 1949 e. V. Fidele Trammebülle bedeutet lebensfrohe Straßenbahnbeschäftigte. Der Verein nahm in der Session 1967 zum ersten Mal mit einem Mottowagen am Eschweiler Rosenmontagszug teil.